# Relațiile româno-sovietice în perioada interbelică
Relațiile româno-sovietice din perioada interbelică au fost caracterizate de o permanentă neîncredere, cauzată de refuzul Uniunii Sovietice de a recunoaște unirea Basarabiei cu România. Ele pot fi împărțite, din punct de vedere cronologic, până în anul 1934 și după această dată, reperul fiind stabilirea relațiilor diplomatice oficiale.

## Pînă la „restabilirea” legăturilor diplomatice

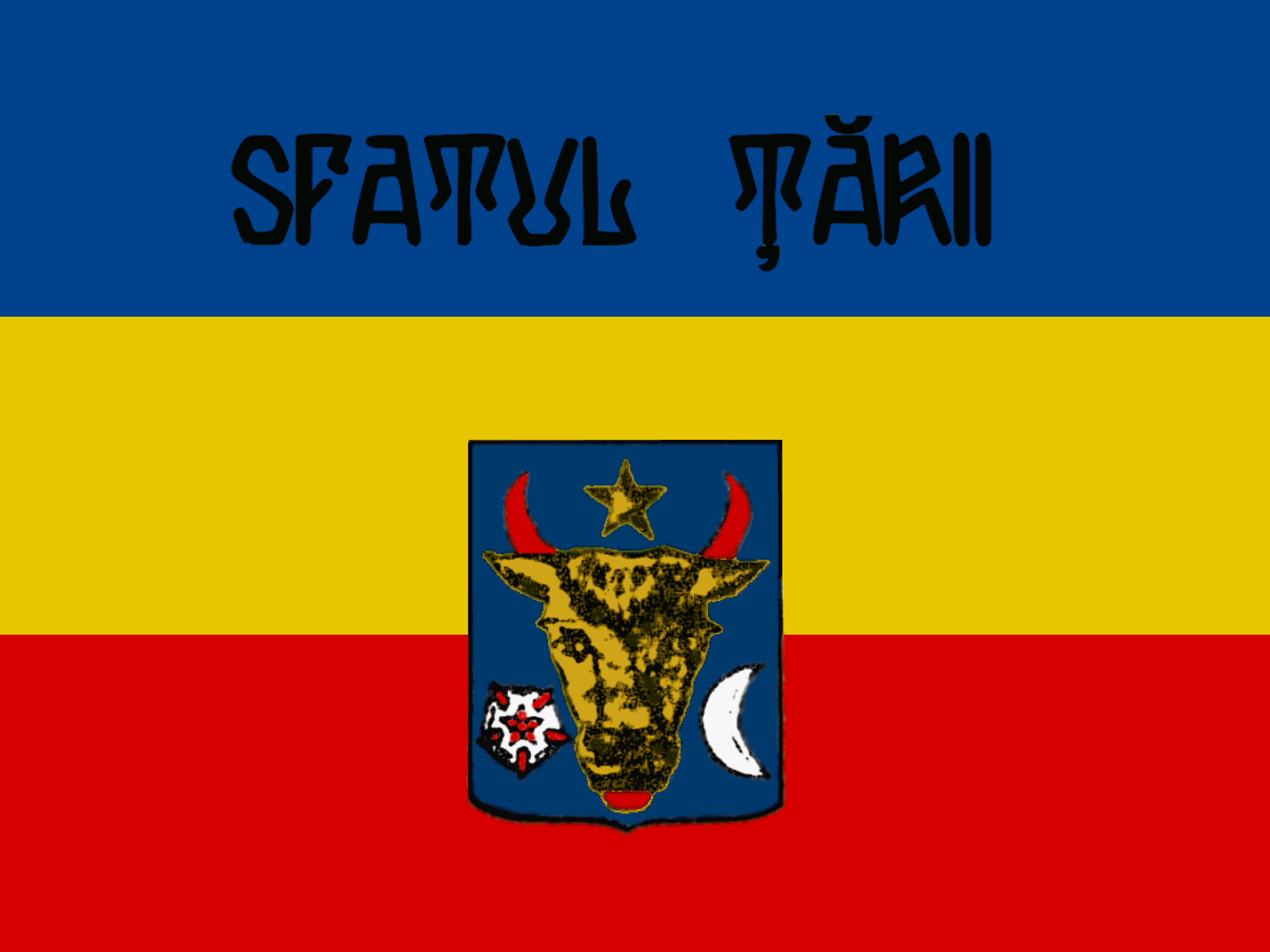
Drapelul Sfatului Țării, parlamentul Republicii Democratice Moldovenești, care a votat unirea Basarabiei cu România.

### După Revoluție
Revoluția rusă din 1917 din Rusia îi aduce la putere pe Lenin și bolșevici, deși va mai trece timp pînă cînd aceștia se vor fi instaurat definitiv la conducerea primului stat comunist. Schimbarea politică de la Petrograd a influențat decisiv prăbușirea Frontului de Est, care și așa nu mai putea fi susținut de armatele rusești cuprinse de anarhie sau transformate în bande bolșevizate. Prin apelul lor către „popoarele țărilor beligerante”, V.I. Lenin și Leon D. Troțki adresau foștilor aliați ai Rusiei, printre care și România, un îndemn la încetare a ostilităților în scopul „încheierii unei păci democratice – fără anexiuni și tributuri, cu garantarea dreptului la autodeterminare națională”[1]. România se afla într-o situație extrem de grea, fiind în mare parte ocupată de trupe ale Puterilor Centrale. În această situație, viitorul țării fiind imprevizibil, guvernul român a decis trimiterea, în două tranșe, a tezaurului românesc la Moscova. Iașul, pe atunci capitală a țării, era în mod serios amenințat de acele elemente care periclitau ordinea socială și cea politică a statului. Armata română, pentru a preîntîmpina o nouă revoluție, de data aceasta în România, și pentru a asigura paza depozitelor de hrană și armament, a decis dezarmarea bandelor anarhizate rusești și anihilarea complotiștilor și provocatorilor, ceea ce a provocat o reacție dură a comisarului poporului pentru Afaceri Străine al Rusiei Sovietice, L.Troțki în nota pe care o adresa trimisului extraordinar și plenipotențiar al României la Petrograd, în legătură cu incidentele de la Leova[2]. A urmat apoi, prin voința poporului basarabean reprezentat în forul legislativ al Republicii Democratice Moldovenești – Sfatul Țării, chemarea armatelor române pentru restaurarea ordinii periclitate de bolșevici, fenomen care atît în istoriografia sovietică cît și în cea rus postsovietică este calificat drept „intervenție” (вторжение)[3]. În această perioadă, relațiile româno-sovietice erau deja foarte proaste, autoritățile sovietice arestîndu-l pe ministrul român la Petrograd, Constantin Diamandi, și pe membrii Legației române „în virtutea unor circumstanțe excepționale care nu sînt prevăzute în nici un fel de tratate diplomatice și de nici un fel de cutume diplomatice”, după cum s-a exprimat Lenin,  motivînd că gestul a fost provocat de dezarmarea de către autoritățile române a unei divizii ruse. Legația română nu a putut fi eliberată decît prin intervenția energică a diplomaților europeni și americani, acreditați la Petrograd[4]. În urma intervenției, în ianuarie 1918, a cîtorva divizii românești în Basarabia, la cererea autorităților oficiale ale Republicii Moldovenești, Sovietul Comisarilor Poporului al R.S.F.R. Ruse a rupt legăturile diplomatice cu Regatul Român, bolșevicii acuzînd „oligarhia română că a deschis operațiile militare împotriva Republicii Ruse” și că încearcă să se salveze prin „răpirea Basarabiei și transformarea acesteia într-o pavăză împotriva torentului puternic al revoluției ruse”; bolșevicii hotărăsc expulzarea diplomaților români și confiscarea tezaurului românesc spre al „ocroti” de oligarhia română și al preda, într-o bună zi, „în mîinile poporului român”[5]. La 27 martie 1918, Sfatul Țării a proclamat unirea Basarabiei cu România, unire ce avea să fie recunoscută, după depășirea multor dificultăți cauzate în mare parte de interesele marilor puteri, la 28 octombrie 1920, de către Consiliul Suprem al Conferinței de Pace. Dar atît caracterul  democratic al actului din 27 martie 1918 cît și recunoașterea în plan internațional a valabilității acestui act au fost respinse categoric de către guvernul sovietic, și această atitudine se va regăsi permanent în istoriografia sovietică[6] și în cea rusă de după 1990[7]. Cele două chestiuni spinoase, cea a nerecunoașterii de către sovietici a unirii Basarabiei cu Regatul Român, precum și cea a tezaurului confiscat de autoritățile bolșevice, au stat la baza negocierilor româno-sovietice în perioada interbelică, mai ales pînă la stabilirea raporturilor diplomatice oficiale.

### 1919-1924: Primele încercări de reglementare a relațiilor româno-sovietice

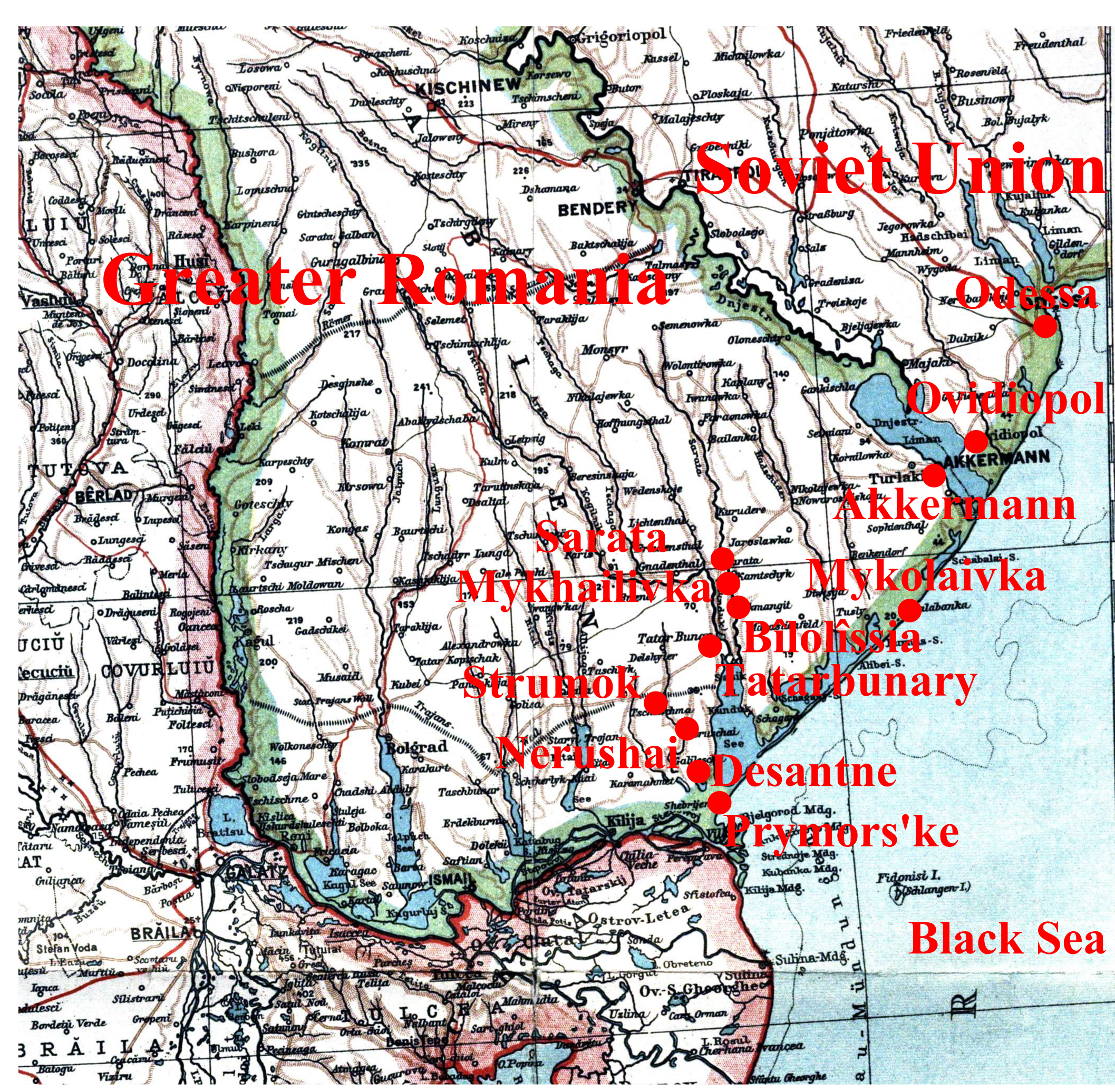
Harta indică locațiile în care U.R.S:S. a încercat să provoace, printr-o acțiune de tip hibrid, o revoltă în Basarabia.

În primii ani ai perioadei interbelice, pentru bolșevicii ruși, atît situația internă a țării lor, cît și poziția pe care o aveau pe plan extern nu-i puteau încuraja să acționeze dur împotriva României pentru a soluționa problemele litigioase dintre cele două țări în folosul lor. Acțiunile acestora s-au concretizat, în principal, pe două direcții: a) instrumentarea acțiunilor subversive sau de propagandă revoluționară în Basarabia, fie sprijinindu-se pe elemente locale din rîndul alogenilor, fie mai degrabă organizate și trimise de peste Nistru și b) reiterarea, cu orice ocazie, a „dreptului” lor la Basarabia în corespondența diplomatică, în note de protest și în general sub orice formă care făcea publicitate acestei pretenții. Astfel, la 1 mai 1919 guvernele R.S.F.S. Ruse  și R.S.S. Ucrainene înaintau o notă ultimativă guvernului român în care cereau evacuarea imediată a Basarabiei, acuzînd România că, susținută fiind în secret de Puterile Antantei, a sprijinit elementele reacționare rusești, că pune la cale prăbușirea regimului comunist al lui Bela Kun din Ungaria, că ar fi terorizat populația basarabeană și că nu a evacuat Basarabia conform acordului încheiat între generalul Al. Averescu și Hristo Rakovsky, reprezentantul Rumcerod-ului. Într-o altă telegramă, din 25 mai, aceleași guverne bolșevice înștiințează guvernul României că „își declină orice răspundere față de soarta viitoare” a tezaurului român, repetînd amenințarea ce fusese formulatî în nota precedentă că își rezervă dreptul de a preda „tribunalului revoluționar” pe „vinovații direcți și indirecți de fărădelegile” comise în Basarabia și față de revoluția rusă[8].
Situația internațională în Europa de Est se schimbă începînd cu 25 aprilie 1920, odată cu izbucnirea războiului sovieto-polonez. Franța a încercat să atragă România în război de partea Poloniei, fapt care i-a neliniștit pe sovietici. Căutînd să zădărnicească o astfel de evoluție a evenimentelor, aceștia din urmă au încercat o soluționare amiabilă a relațiilor cu autoritățile române prin „angajarea negocierilor bilaterale” (statul român a declarat în repetate rînduri că nu se află în stare de război cu Rusia sovietică așa cum insinua aceasta din urmă prin ambigua formulă de „restabilire a relațiilor pașnice”), după cum rezultă din corespondența purtată de Al. Averescu, președintele Consiliului de Miniștri al României, și Gh. V. Cicerin, comisar al poporului pentru afacerile străine al R.S.F.S. Ruse. Sovieticii mai erau îngrijorați și de faptul că guvernul român ar fi putut permite forțelor contrarevoluționare ale generalului rus Wranghel să facă joncțiunea cu alb-gardiștii din Ucraina de Sud, declarîndu-se gata, în schimbul refuzului României de a-i sprijini pe contrarevoluționari, să-și reconsidere poziția în raport cu chestiunile litigioase pe care le aveau cu statul român[9]. După mai multe dezbateri și tergiversări privind modalitatea și locul întîlnirii dintre reprezentanții diplomatici ai celor două țări, a fost aleasă Varșovia. Negocierile s-au desfășurat în perioada 22 sept.-25 oct. 1921, delegația română fiind condusă de Gheorghe Filality, iar cea sovietică de Lev Karahan. Discuțiile au fost sortite eșecului din start, întrucît delegația sovietică a insistat asupra includerii în programul negocierilor a problemei Basarabiei, pretenție pe care partea română nu avea cum s-o accepte, de vreme ce chestiunea respectivă fusese soluționată definitiv prin voința exprimată de poporul basarabean în cadrul Congresului militar moldovenesc, din octombrie 1917, precum și prin proclamarea independenței Republcii Democratice Moldovenești, la 24 ianuarie 1918, și a declarației de unire cu România, din 27 martie 1918. O altă chestiune litigioasă, înaintată de sovietici, era cea a minorităților basarabene, adică a drepturilor acestora, inclusiv atitudinea lor în privința aflării Basarabiei în componența României, ceea ce, în fond, readucea în discuție același subiect al apartenenței Basarabiei. Deci, delegația română era forțată din nou să nu poată accepta punctul de vedere sovietic, ceea ce a fost folosit de diplomații ruși drept pretext pentru respingerea dezbaterilor asupra subiectelor propuse de partea română pentru agenda convorbirilor: restabilirea legăturilor diplomatice, reglementarea frontierei româno-sovietice, reluarea raporturilor comerciale, neintervenția reciprocă în afacerile interne ale celor două state, curmarea trecerii  Nistrului în scopuri subversive. Un punct aparte în aceste discuții l-a constituit soarta tezaurului românesc, multe din piesele căruia au fost observate pe piața europeană și despre care Karahan a recunoscut că nu știe prea multe, dar care, credea el, nu putea fi intact. Cu toate acestea, reprezentantul sovietic a emis următoarea propunere părții române: renunțarea din partea sovieticilor la pretențiile asupra Basarabiei în schimbul cedării către bolșevici a tezaurului românesc și obținerea unor garanți de neutralitate din partea României[10]. Propunerea a fost calificată drept inacceptabilă și respinsă de Gh. Filality[11], întrucît, pînă la urmă, era vorba de o tranzacție în care sovieticii nu puteau oferi de fapt nimic, iar în afară de aceasta, acceptarea unei propuneri în care Basarabia trebuia să fie tratată ca monedă de schimb ar fi stîrnit pe viitor nedumeriri și contradicții și, în final, ar fi ridicat semne de întrebare în legătură cu legitimitatea stăpînirii românești în spațiul dintre Prut și Nistru. Totuși în această privință nu toate părerile au coincis: se pare că Al. Averescu, pe atunci prim-ministru, ar fi fost dispus să ia în considerare propunerea sovieticilor, însă Take Ionescu, ministrul afacerilor externe, a considerat că semnarea unui tratat cu sovieticii contravenea politicii franceze de izolare a Rusiei bolșevice, pînă cînd aceasta nu își va fi asumat datoriile fostului regim. Pînă la urmă, opinia lui Ionescu, susținută și de rege, a avut cîștig de cauză asupra punctului de vedere a lui Averescu[12]. În legătură cu această problemă, opinia publică a fost și ea împărțită. În numărul din 21 mai 1922, ziarul „Adevărul” critica lipsa de hotătîre a diplomaților români subliniind că „s-a găsit o scuză în etica morală care nu ne permitea nouă, stat civilizat, să tratăm cu Rusia sovietică...Din acest motiv ne-am pomenit că n-am dobîndit nici tezaurul de la Moscova nici recunoașterea realipirii Basarabiei de către Rusia sovietică...”[13]. Dar o astfel de părere, tocmai pentru că nu era conformă cu realitatea (nu se putea cere diplomaților români, în acea situație, să fie foarte belicoși), coincidea cu părerea sovieticilor, care îi învinuiau pe români că trăgeau de timp ca să nu se poată ajunge la o înțelegere amiabilă[14]. În realitate, negocierie au fost rupte la insistențele părții sovietice, interesată să iasă din izolarea internațională în care se afla în acel moment. Problema Basarabiei a fost atacată de sovietici și cu prilejul conferinței de la Genova, din aprilie 1922, convocată pentru a reglementa chestiunea reparațiilor de război pe care trebuia să le plătească Germania, precum și cea a datoriilor Rusiei țariste, datorii pe care bolșevicii nu intenționau să și le asume. La Genova, în cadrul ședinței inaugurale, delegația sovietică condusă de Cicerin a protestat contra prezenței delegației române, în fruntea căreia se afla Ionel I. C. Brătianu, afirmînd că armatele române ar fi ocupat cu forța Basarabia[15].  Afirmația diplomatului sovietic l-a obligat pe Brătianu să riposteze, explicînd în fața delegaților prezenți la conferință starea reală a evenimentelor din Basarabia, referindi-se totodată și la problema tezaurului românesc, cerînd, în fața plenului conferinței, restituirea acestuia. Acolo, la Genova, Cicerin a revenit cu propunerea sovietică mai veche, aceea de a renunța la pretențiile asupra Basarabiei în schimbul cedării de către statul român a tezaurului. Propunerea a fost din nou respinsă, din aeleași motive.
Un al eveniment politic și diplomatic important, care a influențat indirect și relațiile româno-sovietice, a fost Tratatul de la Rapallo, semnat de sovietici cu Germania la 16 aprilie 1922. Această zi semnifică în istorie sfîrșitul izolării diplomatice a URSS și totodată un pas extrem de important în vederea consolidării poziției internaționale a statului sovietic[16]. La 19 august 1922, sovieticii invită România să participe la Conferința internațională de dezarmare de la Moscova[17], la care urmau să mai ia parte și alți vecini ai URSS. Statul român acceptă invitația și dă asigurări părții sovietice că nu are nici cea mai mică intenție agresivă la adresa sa, însă condițiionează participarea cu recunoașterea de către sovietici a unirii Basarabiei cu România. Bolșevicii refuză propunerea, acuzînd totodată România, în nota din 26 septembrie, „că nu dorește să pășească pe calea asigurării reale a păcii cu vecinii săi[18]”. Următoarea întrevedere româno-sovietică a avut loc la Lausanne în timpul discuțiilor pentru renegocierea tratatului de la Sèvres. În cadrul acestor negocieri, bolșevicii au acuzat statul român că ar fi sprijinit forțele contrarevoluționare și că susținerea principiului libertății de navigare a vaselor militare prin Strîmtori era de fapt o politică agresivă la adresa Sovietelor, făcînd, prin aceasta, jocul Marilor Puteri. Partea română a demontat aceste acuzații și le-a respins ca fiind nefondate, argumentînd că România acționează doar în propriile sale interese și doar în acord cu principiile internaționale.[19] Sovieticii au propus la Lausanne semnarea unui pact de neagresiune cu România, precum și recunoașterea unirii Basarabiei contra tezaur și bijuteriile coroanei. Delegația română dorea însă un acord total care să soluționeze toate problemele relațiilor dintre cele două state. Deși discuțiile au avut loc într-o atmosferă suficient de relaxată, totuși un acord nu a putut fi semnat din aceleași motive ca și în trecut: incompatibilitatea pozițiilor ambelor părți în ce privește chestiunile fundamentale – Basarabia și tezaurul românesc, mai ales că sovieticii negociau acum de pe o poziție mult mai puternică decît în trecut ca urmare a consolidării poziției lor pe plan intern și extren. Într-un interviu acordat ziarului „Adevărul”, Cicerin se plînge de neîncrederea pe care opinia publică din România o arată vizavi de politica sovietelor și acuză totodată statul român că nu ar fi altceva decît un istrument în mîinile Angliei[20]
Începînd cu anul 1923 situația de la frontiera româno-sovietică de pe Nistru a devenit din ce în ce mai gravă. Au avut loc numeroase incidente armate, organizate de sovietici, pe care aceștia le atribuiau României, așa cum pretindeau, de exemplu, într-o telegramă trimisă guvernului român la 16 mai[21]. Guvernul român a efectuat o anchetă în urma căreia s-a constatat că de fapt aceste provocări veneau dinspre URSS; a fost înaintată părții sovietice o propunere de creare a unei comisii mixte care să analizeze aceste acte și să ia măsuri pentru prevenirea lor, propunere cu care M. Litvinov, comisar adjunct pentru afacerile externe, s-a declarat de acord[23], comisia întrunind-se la 5 august 1923 la Tiraspol. Delegația rusă a primit din partea Moscovei instrucțiuni precise, în care se sublinia faptul că vor trebui evitate „orice formulări care ar putea duce indirect la recunoașterea de către noi a cursului Nistrului drept frontieră între URSS și România”[24]. Prin această abordare, pusă în practică atît în trecut cît și în cadrul negocierilor viitoare, se dorea evitarea recunoașterii sub orice formă a Basarabiei drept parte componentă a regatului român. Acolo, la Tiraspol, se semna la 20 noiembrie 1923 primul acord între România și URSS, acord care prevedea mijloacele și procedeele ce trebuiau urmate în vederea soluționării conflictelor de pe Nistru[25]. Tot la Tiraspol s-a convenit asupra necesității purtării unor discuții care să pună bazele unor relații comerciale bilaterale; după părerea noastră, partea cea mai interesată de stabilirea acestor legături era România, nevoita să acționeze astfel pentru a nu se autoizola, de vreme ce majoritatea statelor europene aveau deja relații economice normale cu URSS, iar în prima jumătate a anilor ’20 era larg răspîndită părerea, conform căreia redresarea economică a Europei depindea foarte mult de readucerea Rusiei în sistemul politic și economic mondial[26]. Negocierile au avut loc la Odesa în perioada 22 noimebrie – 31 decembrie și s-au purtat între Nikolai Klișko, șef al delegației sovietice, și Hristoderescu, cel al delegației române. Negocierile au eșuat și de această dată, întrucît partea română nu putea accepta propunerile sovieticilor de prezență a agențiilor comerciale sovietice pe teritoriul României pentru că acestea ar fi putut reprezenta un pericol pentru siguranța statului român prin propaganda comunistă ce o puteau efectua. De asemenea, guvernul român a respins propunerea de înființare la București a unui birou comercial sovietic, de vreme ce URSS nu recunoștea existența statului român în granițele sale de atunci.  
În pofida acordului de la Tiraspol, situația de pe Nistru se înrăutățește și mai mult în această perioadă, atingînd cote critice la începutul anului 1924. În perioada premergătoare Conferinței de la Viena, serviciile secrete sovietice au început instrumentarea unei revolte care avea să izbucnească în Basarabia sub pretextul marginalizării și persecutării clasei muncitoare[27], pregătiri care vor culmina cu rebeliunea de la Tatarbunar. În pofida acestor provocări, I. G. Ducă, minstrul de extrene al României, acceptă în 29 ianuarie, la propunerea sovieticilor, întrunirea la Viena a unei noi conferințe bilaterale. Conferința de la Viena a început la 27 martie, cei doi șefi ai delegațiilor fiind N. N. Krestinski, din partea URSS, și C. Langa-Rășcanu, din partea României. În preajma conferinței, autoritățile sovietice au încercat să pregătească un teren favorabil doleanțelor lor, organizînd mitinguri pro-bolșevice ale „basarabenilor” în Ucraina, care au fost reflectate atît în presa din URSS cît și în cea pro-comunistă din străinătate[28].  Într-o telegramă catalogată strict secret, Cicerin îl instruia pe Krestinski să ceară organizarea în Basarabia a unui plebiscit pe tema alipirii acesteia la România și îl sfătuia ca încă din prima sa frază să menționeze acest termen, mizînd pe faptul că diplomații români vor pleca de la negocieri[29]. La rîndul său, I. I. C. Brătianu instruia delegația română de la Viena să refuze eventuala propunere a unui plebiscit în principal pentru că a) aceasta ar însemna o imixtiune sovietică în afacerile interne ale României, b) „ar redeschide rana, ar  întărîta spiritele între majoritate și minoritățile politice și naționale” și c) pentru că acceptarea plebiscitului ar însemna contrazicerea deciziei aliaților de război de recunoaștere a unirii Basarabiei cu Vechiul Regat[30]. În fapt, tema principală a conferinței a constituit-o tocmai propunerea sovietică de organizare a unui referendum în Basarabia. În sprijinul acestei propuneri, partea sovietică nu s-a sfiit să aducă argumente politice, istorice sau etnice trunchiate, care au fost demontate de către Langa-Rășcanu, pornind de la instrucțiunile lui Brătianu și adăugînd numeroase dovezi istorice care demonstrau apartenența naturală a Basarabiei la România, argumentînd, între altele, că din punct de vedere politic un asemenea plebiscit ar fi inutil, de vreme ce același popor își exprimase fără echivoc voința la 27 martie 1918, prin adunarea reprezentativă a Sfatului Țării. Ultima ședință a conferinței s-a ținut la 2 aprilie, cînd, după cum se menționează și în comunicatul de presă privind încheierea lucrărilor reuniunii, s-a constat că nu există „posibilitatea concilierii principalelor poziții ale celor două delegații”, Krestinki declarînd, ca urmare a refuzului părții române de a lua în considerare ideea unui referendum în Basarabia, că guvernul sovietic privește Basarabia ca fiind parte componentă a URSS[31]. Poziția sovietică a fost rezumată de Rakovski într-un interviu publicat de ziarul „Adevărul”: „Rusia n-a renunțat niciodată să considere teritoriul Basarabiei drept parte componentă a URSS. Cu guvernul sovietic, România poate soluționa această problemă doar în maniera în care va decide poporul basarabean. A fost o perioadă în care guvernele României nu au dorit să discute problema Basarabiei, cu speranța că regimul sovietic nu va dura. Cred că românii au abandonat acum aceste iluzii”[32]. Conferința, care atunci a fost privită de către mulți oameni politici ai vremii ca fiind una fără rost, de vreme ce unirea fusese recunoscută de Marile Puteri, iar în ajunul Conferinței Franța ratificase tratatul de recunoaștere, a demonstrat încă o dată disponibilitatea României spre negociere și relații pașnice cu URSS. Pe de altă parte, statul sovietic s-a folosit de prilejul oferit de Conferință pentru a acuza România de faptul că duce o politică imperialistă și că prin tergiversarea negocierilor lucrează împotriva instaurării păcii în Europa de Est, dar și pentru a menține vie în fața opiniei publice europene „problema Basarabiei”. În mod paradoxal, deși guvernul român nu putuse admite plebiscitul în Basarabia tocmai pentru că era o formă de șantaj din partea sovieticilor, istoriografia rusă învinuiește anume România pentru eșecul tratativelor de la Viena[33].

### O perioadă de destindere în relațiile româno-sovietice (1925-1933)

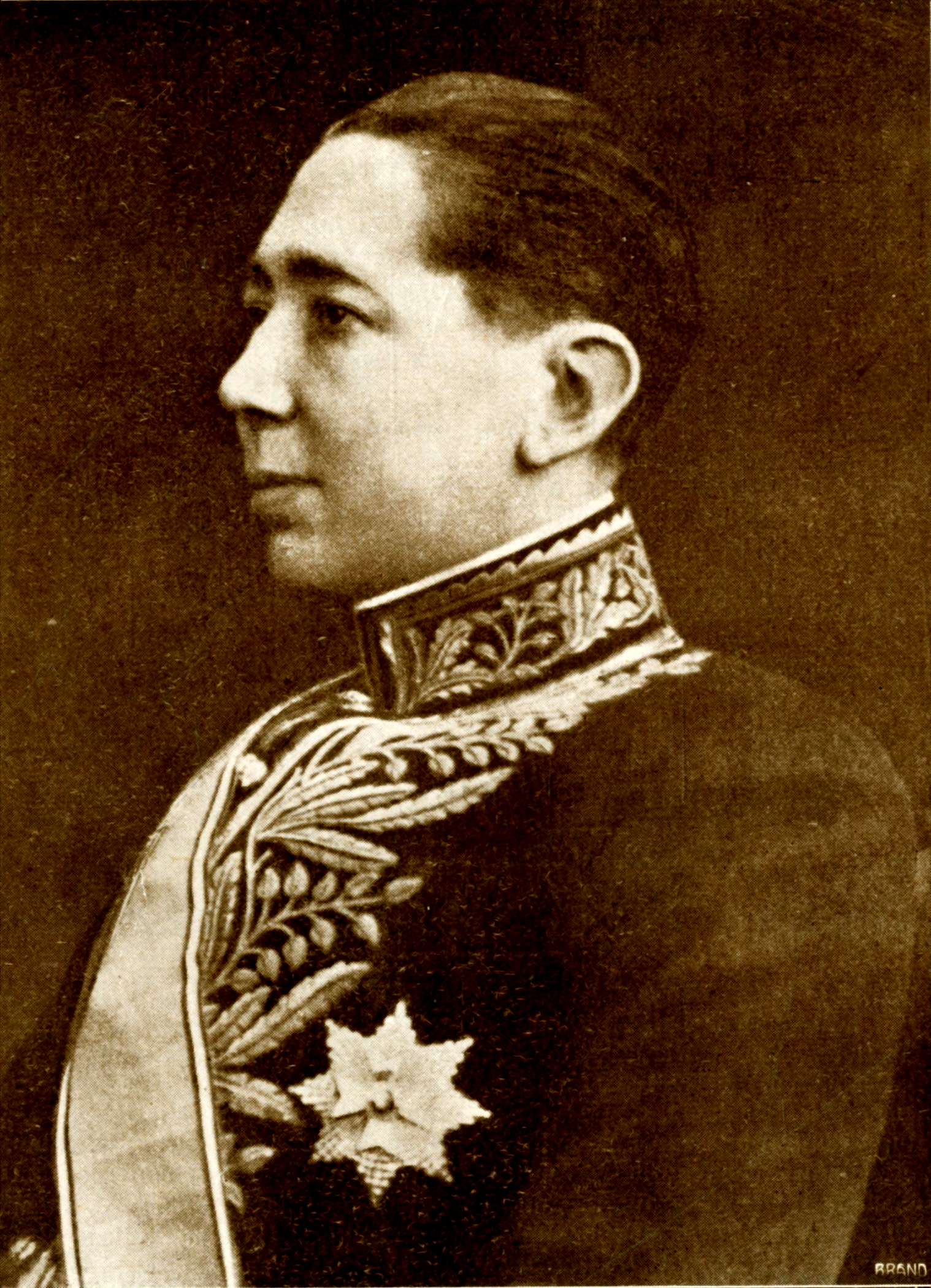
Nicolae Titulescu, arhitectul stabilirii relațiilor diplomatice româno-sovietice.

Anul 1924 a însemnat pentru România nu doar eșecul Conferinței de la Viena, ci și alte două evenimente, unul de ordin intern, iar celălalt de ordin extern, și anume rebeliunea de la Tatarbunar și crearea, din inițiativa lui I. V. Stalin, a RASS Moldovenească. În pregătirea rebeliunii, un rol important l-au jucat provocatorii trimiși de peste Nistru, mulți dintre ei membri ai Kominternului, precum și o parte din elementele alogene comuniste din Basarabia, așa cum o demonstrează declarația în parlament a lui Gheorghe Tătărăscu, subsecretar de stat în ministerul de interne și care spunea: „Din 287 de acuzați nu sunt decît 9 moldoveni, iar din 85 de condamnați, nu există nici un moldovean; ceea ce dovedește că comunismul revoluționar este o maladie asiatică care nu prinde în sufletul țăranului moldovean”[34]. Moscova, care se afla în spatele acestei acțiuni abortive, nu a ezitat să o prezinte într-o manieră falsă și disproporționată în scopuri propagandistice. Cît despre apariția pe harta Uniunii Sovietice a unei Republici Autonome Sovietice Socialiste Moldovenești, acest act a fost perceput corect încă din start de către români. În numărul din februarie 1934 al revistei „Viața Basarabiei”, M. Florin subliniază faptul că această „republică” creată din inițiativa lui Stalin nu avea alt scop decît unul propagandisc pentru a submina autoritatea statului roman atît în Basarabia, cît și pe plan extern. Tot aici autorul relatează despre calvarul prin care treceau românii transnistrieni în timpul foametei din 1932-1933, foamete organizată și dirijată de Kremlin și care va intra în istorie cu numele de Golodomor[35].
Același an, 1924, a însemnat pentru Kremlin recunoașterea internațională a statului sovietic. Țara care a făcut primul pas în acest sens a fost Marea Britanie. În situația în care Italia, SUA și Franța erau și ele pe cale să recunoască URSS, Cehoslovacia și Iugoslavia ar fi dorit să acționeze și ele în această direcție. Însă statutul de membru al Micii Înțelegeri nu permitea celor două state să acționeze complet independent din punct de vedere internațional, ci trebuiau să-și coordoneze acțiunile cu celelalte state semnatare, inclusiv România. Astfel, Edvard Beneš, ministrul de externe al Cehoslovaciei, a încercat să medieze o înțelegere între partea română și cea sovietică, acțiune rămasă însă fără rezultat. Politica României a rămas, prin urmare, neschimbată în acest sens deși statul  român se confrunta cu riscul unei izolări internaționale. Pe de altă parte, statul sovietic a depus eforturi serioase în acești ani în vederea preîntîmpinării ratificării Tratatului de recunoaștere internațională a unirii Basarabiei cu România, semnat la 28 octombrie 1920. Cum Marea Britanie și Franța ratificaseră acest document, sovieticii au încercat să-i convingă pe italieni și pe japonezi să renunțe la această idee. Au eșuat în cazul Italiei care, în urma semnării unui pact de amiciție cu România, a ratificat protocolul, însă japonezii intenționau să profite în urma acestui litigiu exclusiv european, după cum îl catalogau ei[36]. Astfel, implicată fiind în lupta pentru supremație în Asia, și urmărind să profite de slăbiciunea internă a Chinei, Japonia nu dorea să-și atragă ostilitatea sovieticilor. A preferat, în schimb, o abordare pragmatică a problemei: în schimbul unor concesiuni economice în extremul orient rus, japonezii au decis în 1925 neratificarea Tratatului din 28 octombrie 1920. Din această cauză, ratificarea documentului respectiv nu a fost dusă pînă la capăt, ceea ce înseamnă că, din punct de vedere juridic, Tratatul a rămas nerealizat.
Între timp, la inițiativa ministrului francez Aristide Briand și a omologului său american Frank Kellog, este semnat la Paris pactul care le poartă numele și a cărui teză fundamentală constă în renunțarea la război ca mijloc de soluționare a conflictelor internaționale. La pact au aderat atît URSS cît și România[37]. În Europa de Est, Moscova a preluat inițiativa în acest sens propunînd Lituaniei și Poloniei semnarea unui protocol cu conținut identic Pactului Briand-Kellog și care să intre în vigoare independent de cel de la Paris. Varșovia a informat Bucureștiul în legătură cu această propunere, iar răspunsul român a fost acela că era în interesul alianței româno-poloneze ca toți vecinii Rusiei din estul Europei să semneze acest pact. Polonezii au fost de acord, trimițînd această sugestie guvernului sovietic. Moscova nu a obiectat, deși menționa în răspunsul adresat guvernului polonez că prin aderarea României la viitorul Protocol Litvinov, „nu se lichidează chestiunile litigioase existente[38]”. Protocolul a fost semnat de URSS, România, Polonia, Letonia, Estonia, iar mai tîrziu la el au aderat Turcia și Lituania[39]. Deși documentul erau un pas înainte în evoluția către normalitate a relațiilor dintre România și URSS, prin renunțarea reciprocă la război drept mijloc de soluționare a diferendelor, totuși el a fost privit cu neîncredere, mai ales că nu oferea o soluție pentru conflictele de fond dintre cele două state. În unul din discursurile sale ținute în timpul negocierilor, Litvinov, referindu-se la România, semnala următorul lcuru: „faptul că printre noi se găsește, în calitate de semnatar al Protocolului, reprezentantul unui stat cu care Uniunea Sovietică nu are relații diplomatice și cu care există vechi și serioase diferende care n-au fost soluționate și pe care prezentul protocol nu le soluționează, nu este decît proba complementară a spiritului de pace de care este animată Uniunea Sovietcă[40].” Astfel, reprezentantul sovietic reia aceeași teză mai veche a părții nedreptățite în cadrul diferendelor sovieto-române. Tot cu prilejul acestei reuniuni reprezentantul sovietic a mai înaintat o dată României propunerea organizării unui referendum în Basarabia, așa cum rezultă din jurnalul lui Litvinov[41] dar și din raportul diplomatului român Carol Davila adresat ministrului de externe G. G. Mironescu[42]. Davilla, l-a informat, la rîndul său, pe Litvinov că este imposibil ca statul român să-și reconsidere poziția în ce preivește chestiunea Basarabiei.
Activizarea contactelor politice bilaterale româno-sovietice la  începutul anilor ’30, după un impas de șase-șapte ani, a fost urmarea puțin întîrziată a semnării pactului Briand-Kellogg, în 1928, și a semnării în anul următor a protocolului de la Moscova privind urgentarea aplicării acestui acord, aceasta din urmă fiind încă o abilă manevră diplomatică a Kremlinului, prin care sovieticii au căutat să-i asigure pe români că, din acest moment, nu se mai putea pune problema unei intervenții militare a URSS în Basarabia[43]. Primul pas concret pe această cale s-a făcut în anul 1932, cînd o delegație română condusă de Mihail Sturdza și una sovietică în frunte cu B. S. Stomoniakov s-au întîlnit la Riga pentru a găsi o formulă comună de eludare a litigiului, preferabil pregătirea unui pact de neagresiune. Nu a fost însă cu putință, deoarece în timp ce partea română pleda pentru elaborarea unui document din care ar fi lipsit orice aluzie la un litigiu teritorial între cele două state, sovieticii, dimpotrivă, au stăruit să sublinieze că nu recunoșteau integritatea, suveranitatea și inviolabilitatea României[44]. În plus, prevăzut doar pentru cinci ani, un astfel de pact nu putea servi la nimic, de aceea a fost firesc ca acest „neizbutit pact de neagresiune”, cum l-a numit Gr. Gafencu[45], să fi fost criticat chiar și de unii oameni politici de la București[46], ca N. Titulescu, care era de părere că chestiunea nu putea fi examinată separat de luarea în calcul a mersului tratativelor, pe aceeași linie, ale URSS cu Franța și Polonia, aliații României în aceste eforturi. Semnînd în același an pacte de neagresiune cu cele două țări, sovieticii au slăbit mult poziția României în raport cu vecinul ei din răsărit. Aceeași atitudine sceptică o exprimă și istoricul basarabean Al. Boldur care într-un articol al său din „Viața Basarabiei” explică de ce, după părerea sa, un pact de neagresiune cu sovieticii în asemenea circumstanțe nu ar fi fost bine venit: în primul rînd ambele state erau semnatare ale Protocolului Litvinov și ale Pactului Briand-Kellog cu validitate veșnică prin care se renunța la război și care erau superioare oricărui tratat de neagresiune; 2) apropierea Sovietelor de Franța deja însemna o garanție în plus a recunoașterii tacite de către sovietici a status quo-ului de pe Nistru și 3) însăși noțiunea de neagresiune, spune autorul, este extrem de ambiguă în cazul sovieticilor, deoarece la ei „noțiunea de neagresiune poate fi ușor lărgită pînă la noțiunea actului de violență”[47].
Un nou imbold, și mult mai puternic, pentru rediscutarea chestiunii basarabene de către cele două părți, română și sovietică, a constituit-o semnarea convenției de definire a agresorului, în 1933. Aparent paradoxal, inițiativa aparținuse, după mărturisirile ulterioare ale lui N. Titulescu, lui M. Litvinov[48], comisarul sovietic pentru afaceri externe, și tot el susține că fusese primul care a susținut-o, cerînd ca motivarea lui Litvinov să cuprindă și formula „prin teritoriu trebuie să se înțeleagă teritoriul asupra căruia un stat își exercită în fapt autoritatea”[49]. Convenția a fost semnată la 4 iulie 1933 la Londra de împuterniciții României, Cehoslovaciei, Turciei, Iugoslaviei și URSS. „Tratatul ce am semnat astăzi, spunea Titulescu, are o importanță considerabilă. La un moment cînd pe urma atîtor evenimente situația internațională este mai curînd confuză într-o vastă regiune a lumii și anume tocmai în aceea în care se credea că pacea este mai fragilă, s-a stabilit în chipul cel mai armonios obligațiunea abslută și perpetuă de neagresiune”[50] Prin convenția care avea caracterul unui tratat de neagresiune, era recunoscut drept agresor statul ce declara cel dintîi război, invada cu forțele sale armate – chiar fără declarație de război – teritoriul altui stat, sprijinea elementele subversive de pe teritoriului altui stat, efectua blocade navale a coastelor și porturilor, etc[51].  În documentele vremii, s-a păstrat o remarcă a lui Litvinov, după care acesta i-ar fi spus lui Titulescu: „Eu știu că, semnînd acest acord, v-am dăruit Basarabia”[52]. În decembrie, același an, URSS anunța că adera la sistemul european de securitate colectivă. Aceste acțiuni au dat oamenilor politici români speranța că Rusia, într-adevăr, dorea pacea și că, pînă la urmă, va renunța la atitudinea sa revizionistă în chestiunea Basarabiei. Se va vedea însă foarte curînd că adevăratele intenții ale Kremlinului erau cu totul altele, și anume sabotarea sistemului de securitate colectivă, astfel ca marile democrații europene și statele mai mici din Europa Centrală și de Est să nu poată constitui un obstacol serios în calea realizării planurilor sale expansioniste. În acest scop, din cînd în cînd se arăta îngrijorat de politica agresivă a Germaniei hitleriste, a Italiei și mai ales a Japoniei, dar mai degrabă pentru a le face să țină cont de interesele URSS, decît de a le îndemna să renunțe la această politică.

## Relațiile româno-sovietice în primii ani de după stabilirea raporturilor diplomatice (iunie 1934 – august 1936)

### Stabilirea raporturilor diplomatice româno-sovietice
Ascensiunea național-socialismului german în Europa și a militarismului nipon în Extremul Orient reprezentau un pericol veritabil la adresa tînărului stat sovietic aflat în plin proces de industrializare și încă nepregătit pentru un conflict militar de proporții. După cum am menționat în capitolul anterior, aceste amenințări i-au determinat pe sovietici să se integreze în sistemele de securitate colectivă și chiar să preia inițiativa în anumite direcții. Astfel a fost semnată convenția pentru definirea agresiunii și agresorului și din același motiv Biroul Politic al PCUS a anunțat la 12 decembrie 1933 intenția de aderare a URSS la Societatea Națiunilor și de creare, în cadrul Ligii, a unui sistem de securitate colectivă (cu participarea Franței, Belgiei, Cehoslovaciei, Poloniei, Letoniei, Estoniei, Lituaniei și Finlandei) îndreptat împotriva Germaniei[53]. Schimbarea în politica externă a sovieticilor față de statele vecine din Europa de Est a fost cît se poate de benefică pentru ei înșiși. Renunțarea la atitudinea disprețuitoare față de vecinii săi est-europeni considerați a fi nimic mai mult decît niște vasali ai puterilor occidentale și stabilirea cu aceștia a unor relații diplomatice normale, i-au permis Uniunii Sovietice să-și asume rolul unei mari puteri europene, i-au creat în lume imaginea unui partener respectabil, cointeresat în păstrarea păcii, răspunzător nu doar pentru soarta sa, ci și pentru cea a vecinilor săi mai mici cu care avea încheiate acorduri de securitate.

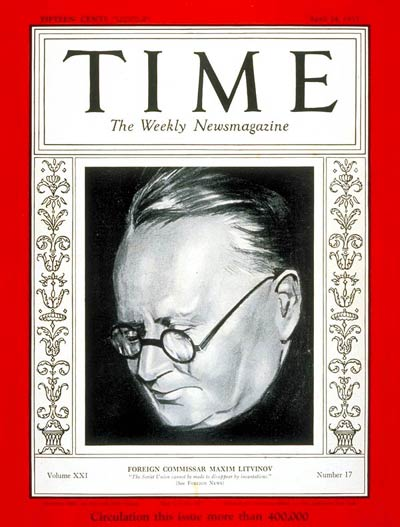
Maxim Litvinov, omologul sovietic al lui N. Titulescu, pe coperta revistei Times din 1933.

Așa încît, în pofida incompatibilității punctelor de vedere în ce privește modalitatea prin care urma să fie soluționată problema Basarabiei, către anul 1934 au apărut o serie de premise favorabile dezvoltării raporturilor româno-sovietice și stabilirii relațiilor diplomatice normale dintre România și URSS.
În condițiile care pentru guvernul român păreau să fi devenit mai favorabile reluării dialogului cu sovieticii are loc apropierea cea mai mare ce putea fi posibilă pe atunci între România și URSS. În conformitate cu predispozițiile din cadrul Micii Înțelegeri și a Înțelegerii Balcanice, înființate la 9 februarie 1934, precum și cu atitudinea Franței și Poloniei, guvernul român a hotărît să ia măsurile corespunzătoare pentru reluarea cît mai curînd posibil a relațiilor diplomatice cu Uniunea Sovietică. Un rol deosebit în realizarea acestei sarcini i-a revenit lui Nicolae Titulescu[54]. La 22 ianuarie 1934, Consiliul Permanent al Micii Înțelegeri, întrunit la Zagreb, a adoptat o rezoluție prin care a decis că era necesar ca cele trei state-membre să stabilească relații diplomatice normale cu Uniunea Sovietică[55] mai ales că exista riscul ca Ungaria să stabilească legături diplomatice cu URSS înaintea Micii Înțelegeri, ceea ce ar fi zădărnicit eforturile anterioare ale acesteia din urmă de apropiere față de URSS[56]. În cadrul aceleeași întîlniri s-a luat decizia ca N. Titulescu să negocieze cu M. Litvinov condițiile în care România urma să stabilească relații diplomatice cu statul sovietic. În vedrea realizării acestui proiect, Titulescu l-a contactat pe ministrul de externe al Poloniei, Józef Beck, cerîndu-i să-i sugereze lui Litvinov dorința României de apropiere de URSS. Reacția sovietică a fost favorabilă acestei sugestii[57]. Următorul pas al lui N. Titulescu a fost să sondeze terenul  francez în această privință; în acest scop el s-a deplasat în Franța unde, în urma discuțiilor avute cu demnitari francezi aparținînd celor mai înalte cercuri, s-a convins de interesul Franței pentru stabilirea relațiilor diplomatice româno-sovietice[58]. De fapt francezii erau foarte îngrijorați de ascensiunea la putere a național-socialiștilor germani și a atitudinilor revanșarde ale acestora ridicate la nivel de politică de stat și de aceea, sperau la atragerea în viitor a sovieticilor într-un sistem de securitate colectivă orientat împotriva Germaniei.
Avînd avizul aliaților și atitudinea favorabilă a sovieticilor, întîlnirea a fost stabilită la Geneva, unde avea loc ședința Biroului Conferinței pentru Dezarmare. Discuțiile au avut loc la începutul lunii iunie și au decurs mult mai ușor în comparație cu tentativele de acest gen din trecut. Aceasta s-a datorat în special înțelegerii dintre delegațiile celor două state de a nu include în agenda convobirilor problema Basarabiei. Partea română nu a mai înaintat, ca alte dăți în trecut, condiția recunoașterii hotarului dintre cele două state pe Nistru ca obligatorie pentru continuarea negocierilor, iar Litvinov a fost de acord, la rîndul său, să evite ridicarea problemei Basarabiei pe parcursul tratativelor[59]. Și întrucît M. Litvinov a insistat asupra urgentării stabilirii relațiilor diplomatice și a schimbului de note diplomatice fără participarea Iugoslaviei[60] (care încă nu se hotărîse definitiv în acest sens), Nicolae Titulescu a cerut și a obținut de la regele Carol puteri depline pentru semnarea tratatului cu sovieticii înaintea întrunirii Micii Antante la București[61]. În scrisoarea sa către Litvinov, Titulescu îi comunica comisarului sovietic următoarele: „Guvernul regal al României a decis să stabilească relațiuni diplomatice normale cu U.R.S.S. și de a proceda la numirea unui trimis extraordinar și ministru plenipotențiar. Am ferma convingere că relațiunile astfel stabilite vor rămîne pentru totdeaana normale și amicale și că națiunile noastre vor continua să coopereze pentru cel mai mare bine reciproc la menținerea păcii lumii”[62]. În schimbul de note diplomatice din 9 iunie 1934, pe care România l-a avut cu URSS, în paralel cu aceeași procedurtă realizată de Cehoslovacia și URSS[63], se menționa că guvernul statelor semnatre își garantau reciproc respectarea principiului suveranității și neamestecul mutual în afacerile interne. Ambele note conțineau următorul angajament: „Guvernele țărilor noastre garantează în mod mutual și pe deplin respectul și suveranitatea fiecăruia dintre statele noastre”[64].
Reluarea relațiilor normale cu URSS avea să fie semnalată cu satisfacție de presa și de cercurile politice și diplomaiice din România. Fenomenul s-a produs în momentul cînd la putere se afla partidul liberal, dar faptul în sine a fost aprobat și de celălalt mare partid democratic, partidul național-țărănesc, și în acrelași timp a fost întîmpinat cu bucurie de majoritatea opiniei publice românești[65]. 

### Urmările imediate ale stabilirii raporturilor diplomatice oficiale dintre URSS și România
După schimbul de scrisori, de la Geneva, din 9 iunie 1934, ale miniștrilor de externe ai celor două țări, prin care s-au restabilit aceste relații, Titulescu avea să observe următoarele: „Consider reluarea raporturilor diplomatice între România și URSS ca unul din cele mai importante acte din viața mea politică”. După care va adăuga că, din acel moment, „ambele țări sînt chemate să meargă mînă în mînă în viața internațională”[66]. Bineînțeles că  nu avea să fie așa, dar aceste cuvinte exprimau foarte bine nu numai crezul lui Titulescu, ci și dorința fierbinte a guvernului român de a avea relații cît mai bune cu Uniunea Sovietică. Motivul acestei speranțe se regăsea și în acordul semnat de cei doi miniștri, în care se spune, între altele: „Guvernele țărilor noastre își garantează mutual plinul și întregul respect al suveranității fiecăruia din statele noastre și abținerea de la orice imixtiune, directă sau indirectă, în afacerile interne și în dezvoltarea fiecăreia dintre ele și în special a oricărei agitațiuni, propagandă și a oricărui fel de intervențiuni sau sprijin al acestora”[67]. În România, deși evenimentul din 9 iunie 1934 a fost prezentat drept o victorie a diplomației românești prin care Rusia recunoștea actul din 27 martie 1918, existau însă îndoieli cu privire la buna-credință a sovieticilor ceea ce îl făcea pe O.Goga să-și exprime regretul față de nerecunoașterea deschisă și formală de către sovietici a apartenenței Basarabiei la România[68]. Totuși o serie de efecte pozitive ale acestor eforturi au existat. În urma restabilirii relațiilor diplomatice dintre București și Moscova și a primirii URSS în Liga Națiunilor, inclusiv prin contribuția diplomației române, relațiile dintre cele două țări au înregistrat o oarecare îmbunătățire. Îndată după reluarea relațiilor diplomatice, Titulescu l-a trimis la Moscova în calitate de ambasador pe Edmond Ciuntu, iar însărcinatul cu afaceri al URSS la București a fost numit la 3 noiembrie 1934. Acesta era M.S. Ostrovski, care lucrase pînă atunci în Franța, un om cu însușiri deosebite, o cunoștință mai veche a lui Titulescu și a lui Ion Inculeț, vicepremier și ministru de interne (fusese coleg cu Ostrovski la Universitatea din Peterburg)[69]. Noul ambasador sovietic se va dovedi pe parcursul a patru ani cît va sta la București destul de loial României în situația în care Kremlinul, dimpotrivă, avea o atitudine neprietenească. În legătură cu stabilirea raporturilor oficiale româno-sovietice, Ostrovski a apreciat la un nivel înalt efortul lui N. Titulescu, menționînd că “voința de pace a celor două popoare odată dovedită, a fost ușor strălucitului Dvs. om de stat Nicolae Titulescu să cadă de acord cu comisarul poporului pentru afacerile străine, Litvinov, pentru a contribui la buna înțelegere și a contribui astfel la consolidarea păcii în lume”[70]. Au fost adoptate măsuri din ambele părți pentru reluarea schimburilor economice, recunoașterea reciprocă a drepturilor de proprietate ale cetățenilor români aflați în URSS și ale celor sovietici rezidenți în România, a fost reconstruit, în 1935, podul de pe Nistru, dintre Tighina și Tiraspol, a fost reluată comunicația pe mare dintre Odesa și Constanța, s-au creat condiții favorabile pentru schimbul de informații și presă etc. S-a făcut o primă restituire din tezaurul român de la Moscova: în iunie 1935, România a primit 1 443 de lăzi (135 de tone) conținînd arhive ale statului și instituțiilor particulare, documente și manuscrise ale Academiei Române[71]. Reluarea relațiilor sovieto-române a atras României și bunăvoința Franței care a acceptat ideea participării României la „Pactul Oriental” (acesta presupunea încheierea unui accord între Polonia, Germania, Țările Baltice și URSS, dublat de un tratat franco-rus de asistență mutuală[72]), pact care însă, pînă la urmă, nu s-a materializat din cauza refuzului Poloniei și Germaniei de a participa la proiect. 
Stabilirea raporturilor diplomatice normale cu sovieticii nu a putut fi posibilă fără unele sacrificii, destul de importante, de altfel, din partea României. Întrucît în timpul negocierilor bilaterale partea română a evitat să aducă în discuție problema tezaurului românesc de la Moscova pentru a nu periclita succesul discuțiilor, acest act a fost interpretat ca o resemnare și o renunțare definitivă a României la drepturile sale asupra tezaurului. Cel de-al doilea mare sacrificiu făcut de Titulescu în vederea normalizării relațiilor româno-sovietice a fost, după cum am menționat și mai devreme, conformarea la cererea Moscovei de a nu specifica în mod expres în textul tratatului hotarele României, pe care Moscova în acest mod refuza în continuare să le recunoască. Această greșală voită a diplomatului român a menținut deschis diferendul basarabean, permițînd sovieticilor să conteste și mai departe apartenența regiunii pruto-nistrene la statul român și să-și justifice mai tîrziu actul din 28 iunie 1940.

### Noi tentative ale lui N. Titulescu de lărgire a perspectivei de colaborare diplomatică și politică cu URSS
În același interes al apropierii dintre România și URSS, Titulescu și-a adus din plin aportul la primirea Uniunii Sovietice în Societatea Națiunilor. Într-un interviu acordat ziarului „L’Intransigeant”, la începutul lunii septembrie 1934, el declara, între altele: „Cred că Rusia Sovietică trebuie admisă în Societatea Națiunilor... Dat fiind relațiile de prietenie care au unit întotdeauna România și Rusia, personal consider intrarea Republicii Ruse în organismul din Geneva ca una din garanțiile cele mai importante pentru pace”[73]. Bineînțeles că nu exista nici o garanție în acest sens, dar important pentru România rămînea speranța că, odată intrată în Liga Națiunilor, URSS ar putea deveni mai conciliantă, renunțînd, între altele, la pretențiile sale teritoriale față de statul român. Titulescu înțelegea faptul că singurele garanții ale apartenenței Basarabiei la România, dincolo de recunoașterea acestui fapt de către marile puteri occidentale europene, era pactul Briand-Kellog la care aderase și URSS, precum și statutul acesteia de membru al Ligii Națiunilor care prevedea obligația de a acționa loial în raport cu ceilalți membri[74]. Cum însă aceste garanții erau foarte șubrede, o soluție trebuia găsită în acest sens.
După cum am văzut mai devreme, Franța a dat greș în încercarea sa de înjghebare a unui sistem de securitate colectivă („Pactul Oriental”) care să garanteze liniștea pe continent. Însă cum provocările Germaniei deveneau fățișe, iar aceasta refuza orice formă de cooperare pașnică, unica soluție pentru francezi părea să fie reiterarea alianței franco-ruse dinainte de I Război Mondial. În acest scop, la inițiativa Franței, sînt semnate două tratate de asistență mutuală; primul era cel franco-sovietic din 2 mai 1935[75], iar cel de-al doilea era semnat la 16 mai 1936 între statul sovietic și cel cehoslovac[76]. Dar întrucît francezii s-au ciocnit de refuzul polonezilor (care aveau tratate de neagresiune încheiate cu Germania și URSS) de a se integra în acest sistem de securitate, nu mai exista decît o singură posibilitate pentru ca celelalte două tratate să formeze o rețea de asistență într-adevăr viabilă, de vreme ce URSS era izolată teritorial de Cehoslovacia și Germania. În atare situație a devenit necesară semnarea de către URSS și România a unui tratat de asistență mutuală similar cu cel semnat de sovietici cu cehoslovacii. Diplomația română  și în special N. Titulescu se aflau astfel în fața unei dileme foarte de serioase. Acesta ar fi preferat proiectul „Pactului Oriental” care oferea României garanții concrete de securitate din partea Franței și Uniunii Sovietice[77]. Dar deoarece acest proiect a eșuat, nu mai rămînea decît varianta semnării unui acord direct de asistență mutulă cu URSS. Riscul cel mai mare pe care îl aducea un astfel de tratat cu sovieticii era, în mod evident, acela de a permite armatelor acestora să pătrundă pe teritoriul României. Totuși Titulescu a consimțit să-și asume acest risc (cu condiția semnării unui tratat preventiv cu sovieticii care să reglementeze condițiile și modalitatea unei eventuale intervenții pe teritoriul României a Armatei Roșii), întrucît, se pare că el considera că era indicat ca România să-și asigure (cel puțin formal) prietenia URSS, și să descurajeze astfel iredentismul maghiar. La 12 iulie 1936, el a reușit să obțină acordul regelui în acest sens, Carol II împuternicindu-l să semneze un pact de asistență mutuală cu Uniunea Sovietică[78]. În vederea realizării proiectului respcetiv, N. Titulescu are o întrevedere cu M. S. Ostrovski, ministrul sovietic la București. Din telegrama pe care acesta i-o trimite lui Molotov la Moscova și în care îi expune cele discutate cu Titulescu, aflăm că cel din urmă i-a sugerat ministrului sovietic posibilitatea semnării unui pact de asistență mutuală sovieto-român, după modelul celui sovieto-fancez, numai că diplomatul roman insista asupra faptului ca sovieticii să acorde ajutor României în cazul unei agresiuni ce ar fi vizat oricare hotar al României, inclusiv, și în special, cel cu Ungaria. De asemenea, în cadrul aceleeași întrevederi, Titulescu l-a atenționat pe diplomatul sovietic că nu i se va permite semnarea unui tratat cu URSS fără ca partea sovietică să recunoască granița sa cu România pe Nistru[79] . Oleg Ken consemnază faptul că Titulescu a încercat să-i convingă pe sovietici că „uitînd pentru o vreme de malul drept al Nistrului, Rusia putea avea întreaga Românie ca partener de nădejde legînd astfel URSS de Cehoslovacia și deschizînd rușilor drumul de întoarcere către Balcani”[80]. În răspunsul său, Litvinov cataloga acțiunile lui Titulescu drept un șantaj, și îl instruia pe Ostrovski să-i comunice lui Titulescu faptul că URSS nu va recunoaște niciodată unirea Basarabiei cu România și că o garanție a hotarelor vestice române împotriva unei eventuale agresiuni maghiare, URSS o poate acorda doar în cazul în care România ar fi renunțat la una din „pretențiile” sale, cum ar fi păstrarea alianței cu Polonia[81]. Aceleași idei i le-a expus Titulescu și lui Litvinov în persoană cu care s-a întîlnit la Geneva în luna septembrie, însă poziția sovietică a rămas neschimbată vizavi de această problemă, Litvinov subliniind faptul că nu putea garanta idependența și integritatea României în baza unui asemenea tratat, întrucît era foarte improbabil ca Uniunea Sovietică, fiind izolată teritorial de potențialii săi agresori, să aibă nevoie de ajutor militar din partea României. Aceasta în schimb putea deveni mult mai ușor victima unui atac bulgar sau maghiar sprijinit de Germania, situație în care sovieticii ar fi fost obligați să reacționeze. În aceste condiții, obligațiile și beneficiile logice ce rezultau pentru semnatarii unui astfel de tratat îi păreau lui Litvinov inegale[82]. 
Remarcabila inițiativă a lui N. Titulescu rezultă din convingerea acestuia că alianțele regionale ale României – Mica Înțelegere, ce viza Ungaria și Înțelgerea Balcanică al cărei rol era să tempereze veleitățile revizioniste ale Bulgariei – erau destul de șubrede și aveau nevoie de un partener puternic care să le sprijine. El considera că semnarea unui pact de asistență mutuală între România și URSS era „cel mai bun mijloc de a permite tratatelor noastre existente de alianță să-și dea plina lor eficacitate”[83].  Astfel, încercînd să-și asigure concursul Rusiei sovietice, el tindea să reorienteze preocupările României de la hotarul său de est pe care îl vedea asigurat din momentul semnării unui tratat de asistență mutuală cu sovieticii, către cel de vest și de sud în eventualitatea unei agresiuni bulgare sau ungare sprijinite de Germania. În același timp el oferea sovieticilor sprijinul micilor înțelegeri din care făcea parte România și care la acea dată aveau tot interesul sa participe împreună cu URSS la menținerea păcii în Europa. În Europa de Est ar fi apărut astfel un sistem inedit care ar fi descurajat orice potențial agresor, mai puțin Uniunea Sovietică. Însă tocmai în această privință se înșela Nicolae Titulescu, care, convins fiind de voința rușilor de a păstra prietenia cu Franța, era sigur că URSS nu-și putea permite să încalce unilateral un tratat de asistență mutuală semnat cu un partener tradițional al Franței din Europa de Est[84].
Însă eforturile lui N. Titulescu au trebuit să facă față unei puternice rezistențe atît în afara țării cît și în interior. În afaraă se opuneau mai ales statele revizioniste Germania, Italia și Ungaria și chiar vechiul aliat Polonia, care acum nu privea cu ochi buni semnarea unui tratat româno-sovietic. Propaganda germană, în special, urmărea să inoculeze opiniei publice internaționale ideea conform căreia un eventual tratat de asistență mutuală româno-sovietic ar fi însemnat trădarea polonezilor de către români și un act de ostilitate la adresa Berlinului, asta în pofida faptului că pînă în acel moment Titulescu a oferit de două ori guverului german un pact de asistență mutuală, însă a fost refuzat de fiecare dată. O opoziție foarte puternică îl aștepta pe Titulescu în interior din partea unor formațiuni politice de extermă dreaptă, ca Garda de Fier și Partidul Național-Creștin al lui O. Goga, dar și a unor oameni politici ca Gh. Brătinau sau Al. Vaida-Voievod. Ca urmare a opoziției întîmpinate în țară, Ministerul de Externe al României a emis la 16 octombrie 1935 un comunicat de presă în care dezmințea purtarea unor negocieri cu Uniunea Sovietică care să reglementeze tranzitarea teritoriului României de către Armata Roșie[85]. Nici Kremlinul nu accepta cu bucurie ideea unui astfel de accord[86], deși Ostrovski a stăruit în repetate rînduri pe lîngă Litvinov pentru a-l determina să aprobe demersul lui Titulescu[87]. 
În aceste condiții, Nicolae Titulescu revine în țară. În România, el depune eforturi sporite în două direcții. Întîi de toate, el încearcă să-l convingă pe rege, elita politică românească și opinia publică despre necesitatea semnării unui astfel de tratat cu sovieticii. În acest sens, Titulescu dezminte, în parlamentul României, afirmațiile conform cărora tratatul româno-sovietic de asistență mutuală urma să cuprindă o clauză care să premită trupelor sovietice să treacă prin România în ajutorul cehoslovacilor. El a argumentat că un astfel de tratat se activează doar atunci cînd agresiunea are loc asupra teritoriului unuia din cele două state semnatare și nu conține prevederi care să reglementeze trecerea trupelulor unui stat semnatar pe teritoriul celuilalt stat semnatar în ajutorul unei terțe părți[88]. De asemenea, el a condamnat pe acei politicieni care prin atitudinea vizavi de această problemă nu servesc „nici cauza păcii, nici interesul țării”[89] și care încercau să-i saboteze acasă eforturile pe care el le depunea peste hotare. Între 5 noiembrie și 17 decembrie Titulescu poartă negocieri cu Ostrovski, negocieri în cadrul cărora încearcă să-i determine pe sovietici să includă în textul pactului fixarea explicită a granițelor României. Litvinov a respins din nou această cerere, motivînd refuzul său de a veni în întîmpinarea diplomatului roman prin faptul că semnarea unui atare pact nu presupune și fixarea obligatorie a hotarelor statelor semnatare[90], în schimb acceptă să recunoască Nistrul drept linie după care trupele sovietice vor fi trebuit retrase la cererea părții române[91]. Refuzul Kremlinului de a menționa explicit în textul tratatului granițele României l-a determinat pe Titulescu să ceară întreruperea tratativelor[92]. Acestea au fost reluate de către diplomatul roman și Litvinov la Montreux, unde în iunie 1936 începeau discuțiile în legătură cu reglementarea regimului Strîmtorilor. Acolo, în Elveția, comisarul sovietic și-a exprimat din nou îndoiala în legătură cu posibilitatea semnării unui pact de asistență mutuală, însă de data aceasta a făcut trimitere la situația internă a României, manifestîndu-și îngrijorarea în legătură cu ascensiunea extremei drepte pe arena politică românească. Dificultățile întîmpinate îl fac pe Titulescu să se reîntoarcă în țară la 11 iulie 1936 cînd își înaintează demisia în cadrul unei audiențe la palatul regal, motivîndu-și actul prin erorile săvîrșite în plan intern de către guvernul României în încercarea de a stabiliza situația politică, greșeli care nu-i permiteau să acționeze într-o manieră coerentă în plan extern[93]. Acest pas al lui Titulescu a alarmat atît guvernul cît și pe rege, care au opinat că un asemenea act ar putea fi interpretat drept o îndepărtare a României de aliații săi tradiționali (Marea Britanie, Cehoslovacia, dar mai ales Franța)[94]. În consecință, Titulescu și-a retras cererea de demisie. La 15 iulie 1936, guvernul a reconfirmat mandatul ministrului de externe pentru semnarea pactului, luînd totodată măsuri în vederea creării unei atmosfere prietenești în interiorul țării față de Uniunea Sovietică[95]. 
În sfîrșit, după multe refuzuri și ezitări din partea sovietică, documentul, care era un proiect al viitorului pact, numit de Litvinov, „fițuică” (бумажка)[96], a fost semnat de cei doi miniștri la Montreux, pe data de 21 iulie 1936. Principalele prevederi ale acordului - acesta fiind de fapt complex, ambiguu și neterminat - erau 1) Asistență mutuală în cadrul Societății Națiunilor împotriva oricărui agresor european și 2) Activizarea acestei clause numai în cazul în care Franța intra și ea înacțiune[97]. Primul punct avea menirea de a conferi actului legitimitate, făcîndu-se referință la un organism internațional aflat în declin și care era, de altfel, lipsit de pîrghii reale de intervenție în vederea descurajării potențialilor agresori. Al doilea punct conținea prevederea foarte importantă pentru România de coordonare a acțiunilor semnatarilor cu Franța, întrucît prin acest punct doi tratatul sovieto-român devenea practic parte integrantă a sistemului de securitate franco-sovieto-cehoslovac. Conținutul articolelor III și IV ale tratatului conținutul se reducea la ideea că trupele fiecăreia din cele două țări nu se puteau afla pe teritoriul celeilalte fără permisiunea acesteia, iar în caz că se afla pe acest teritoriu trebuiau să-l părăsească la prima somație a celeilalte părți[98]. Prin urmare, tratatul era un document politic complex; în ceea ce privește relațiile dintre cele două țări, el prvedea obligații mutuale și nu doar angajări din partea României de a „permite trecerea trupelor sovietice pe teritoriul României”, cum se susține în unele scrieri rusești apărute în ultima vreme[99]. Pe de altă parte, este adevărat că reciprocitatea nu era decît o formalitate a tratatelor de acest tip, de vreme ce părea foarte puțin probabil ca URSS să aibă nevoie de ajutorul României, iar garanțiile oferite de ultimile două articole aveau rolul de a liniști opinia publică și clasa politică din România în legătură cu eventualitatea unei intervenții pe teritoriului României a Armatei Roșii. De fapt documentul semnat la Montreux a fost sortit să rămînă o simplă inițiativă din partea României, fără finalitate, deoarece sovieticii nu s-au arătat interesați de ea. Titulescu a căutat să-l determine pe Litvinov să semneze pactul cît mai repede, în timp ce acesta a amînat semnarea pînă în luna septembrie. Mai mult, el i-a cerut colegului român ca nimeni să nu afle de conținutul documentului, în afară de rege și de membrii guvernului, ceea ce demonstrează că pentru sovietici acesta într-adevăr era o „fițuică” fără nici o valoare reală[100]. 
Amînarea parafării tratatului s-a datorat, după toate aparențele, îngrijorării diplomației sovietice față de evoluția evenimentelor politice din România. Posibilitatea unei demiteri iminente a lui Titulescu nu era necunoscută sovieticilor, care, în această situație, au preferat să adopte o poziție de expectativă în vederea desfășurării ulterioare a evenimentelor de la București. Înlăturarea într-o manieră cît se poate de neloială a lui Titulescu de la Ministerul de Externe, la 29 august 1936, cît încă acesta se afla în străinătate, a îngropat definitiv această inițiativă.  

### Cauzele demiterii lui N. Titulescu și repercusiunile ei asupra relațiilor României cu URSS

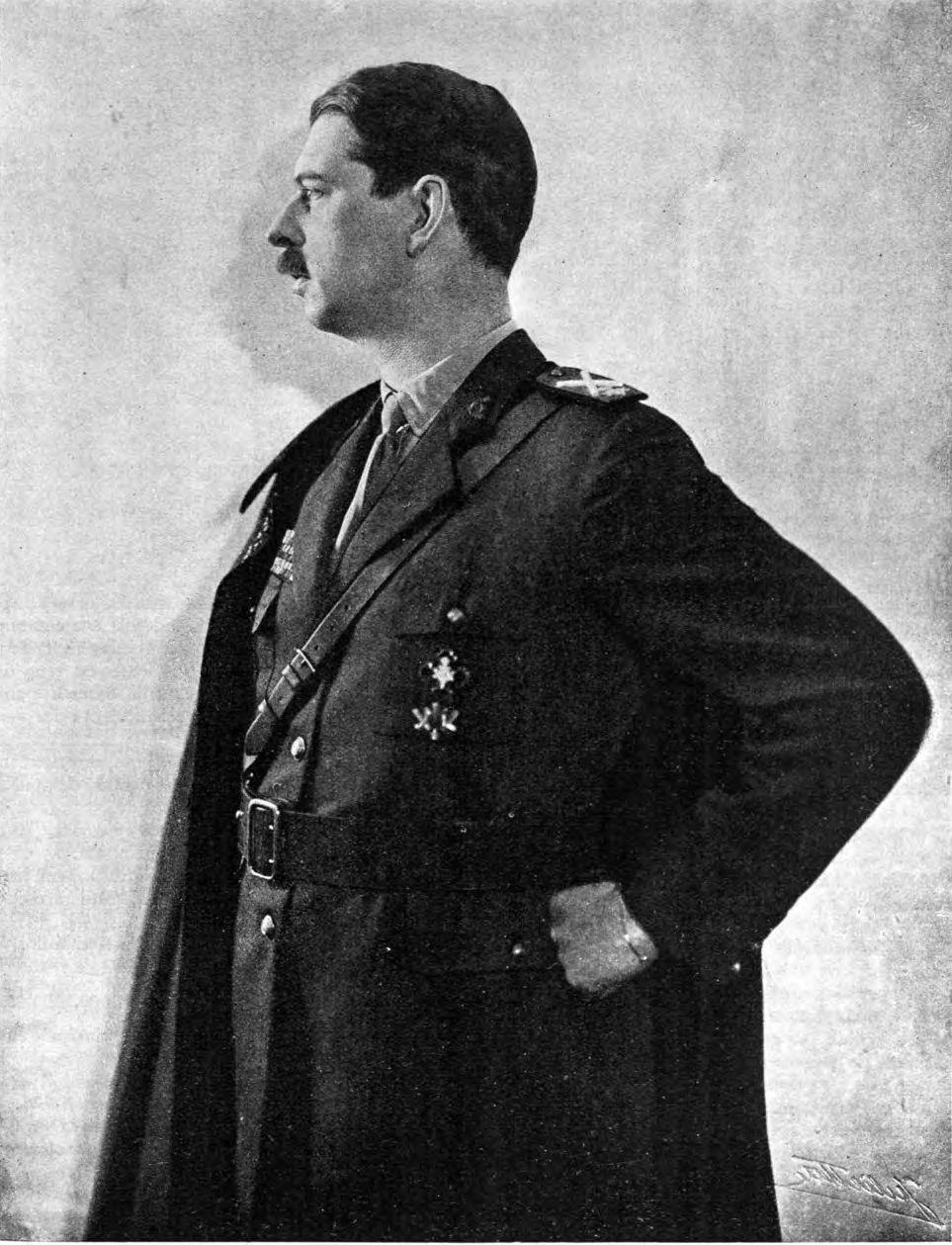
Carol II, arhitecul și beneficiarul demiterii lui N. Titulescu

Orientarea lui N. Titulescu în vederea cultivării unor relații de prietenie cu Uniunea Sovietică a alarmat Germania care vedea în apropierea dintre sovietici și români lezarea intereselor sale în Balcani. În august 1936, prin intermediul lui O. Goga, Hitler i-a dat de înțeles clar regelui Carol II că Germania nu va tolera pericilitarea poziției sale în Balcani, dar că cele două state puteau ajunge la o înțelegere amiabilă cu condiția ca România să schimbe cursul politicii sale externe. După toate aparențele, același mesaj l-a transmis României și Hjalmar Schacht, ministrul economiei celui de-al Treilea Reich, atunci cînd în vizita pe care a efectuat-o în același an în Balcani, acesta a ignorat România[101]. Alarmați de rezultatele strălucite ale Germaniei în plan intern, dar și de succesele năucitoare ale acesteia în afacerile internaționale, oamenii politici de la București și regele erau hotărîți să nu-și atragă ostilitatea nemților, iar inițiativa lui N. Titulescu a trebuit sacrificată. Demiterea sa s-a voit a fi un semnal clar de reconsiderare a pozițiilor României în raport cu statul sovietic, semnal adresat Berlinului.
Reacția Uniunii Sovietice putea fi anticipată ușor. Aproape imediat după demiterea lui Titulescu, Litvinov i-a comunicat acestuia că înțelegerile de la Montreux nu mai sînt considerate valabile de către partea sovietică și că aceasta consideră înlăturarea din guvern a diplomatului român drept un act echivalent cu schimbarea de vector a politicii externe românești[102]. Politica pe care sovieticii au adoptat-o față de România își găsește confirmarea în instrucțiunile pe care M. Litvinov i le transmite la 13 noiembrie 1936 lui M.S. Ostrovski și în care găsim următoarele: „Sînt de acord cu concluziile dumneavoastră în legătură cu poziția pe care trebuie să o adoptăm acum față de România și anume că, în mod cert, noi nu trebuie să-i spunem [României] că am pus cruce pe relațiile noastre, dar trebuie să depunem toate eforturile pentru a păstra aceste relații cel puțin la nivelul din prezent, dacă acesta nu mai poate fi îmbunătățit. Însă poziția noastră va fi una pasivă în această privință, în sensul că deocamdată nu vom propune României nici un fel de înțelegeri sau încheierea unor acte politice”[103]. După plecarea sa, Nicolae Titulescu și-a exprimat dorința ca eforturile să-i fie continuate și de cei care aveau să-l succeadă, în același timp dînd dovadă de o viziune de mare om de stat și de un extraordinar simț al realității atunci cînd atrăgea atenția diplomaților români asupra faptului că un tratat sovieto-român de amiciție trebuia semnat în mod obligatoriu înainte ca URSS să semneze un pact de neagresiune cu Germania nazistă, așa cum de fapt s-a și întîmplat[104]. Succesorul său la ministerul de externe, Victor Antonescu, s-a grăbit să-l asigure pe Litvinov că „politica externă a României rămîne neschimbată față de aliați și de alte puteri prietene și în special față de Rusia”[105].
Atunci cînd analizăm acest segment al evoluției relațiilor româno-sovietice, întrebarea care persistă în mod firesc este dacă un pact de asistență mutuală dintre cele două state ar fi adus vreun folos real României și dacă aceasta, prin semnarea unei asemenea înțelegeri, și-ar fi atras loialitatea Uniunii Sovietice. Astăzi, cunoscînd evenimentele care au precedat intrarea sovieticilor în II Război Mondial, putem susține cu siguranță că semnarea unui asemenea tratat nu ar fi influențat atitudinea sovieticilor față de statul român, mai ales că ei, chiar și în momentul semnării înțelegerii de la Montreux, refuzau să recunoască apartenența Basarabiei la România și, prin urmare, granițele sale firești recunoscute în cadrul sistemului de la Versailles. Sînt însă de apreciat eforturile diplomației române, și ale lui N. Titulescu în mod special, de încercare a integrării României într-un sistem european de securitate colectivă, menit să garanteze păstrarea statu quo-ului și a păcii în Europa, în condițiile în care România avea rolul ultimei verigi ce trebuia să lege Uniunea Sovietică de Cehoslovacia și Franța. Uniunea Sovietică a încălcat pactele de neagresiune cu aproape toți vecinii săi europeni (Finlanda, Polonia, Estonia, Lituania), după cum a încălcat și pactul Briand-Kellog și chiar înțelegerile semnate cu vecinii din propria sa inițiativă: protocolul Litvinov de la Moscova și Convenția pentru definirea agresiunii și agresorului de la Londra. O analiză cît se poate de simplă a acestor observații impune o singură concluzie și anume că un pact de prietenie sau asistență mutuală cu rușii nu i-ar fi împiedicat pe aceștia să-și pună în aplicare dorința foarte veche de a recăpăta Basarabia și prin aceasta de a-și reafirma poziția de putere discreționară la gurile Dunării, făcînd astfel încă un pas important în realizarea obiectivului ei secular: expansiunea spre Strîmtori și învăluirea, astfel, a marilor puteri europene dinspre sud. Logica acestor acțiuni ale Moscovei relevă faptul că dorința pe care și-o manifesta de a participa ca stat civilizat la eforturile internaționale pentru menținerea păcii nu era altceva decît o mare farsă. Pe parcursul acestor ani, sovieticii nu au făcut altceva decît să exploateze slăbiciunile vecinilor săi, în loc să participe într-adevăr la îngrădirea tendințelor fasciste și revizioniste de pe continent. Astfel, conchide Oleg Ken, Rusia a preferat sabotajul diplomatic și politic în locul asumării responsabilității, dar și pe acela al privilegiilor care decurg de aici, de mare putere. Și aceasta din motivul ca „așa era obișnuită” să procedeze întotdeauna[106]. 

## Relațiile româno-sovietice (septembrie 1936 - iunie 1940)
Evoluția relațiilor româno-sovietice între anii 1936-1940 trebuie analizată în strînsă legătură cu evenimente ce au influențat mersul relațiilor internaționale începînd cu a doua jumătate a anilor ’30. Această observație se referă la începutul afirmării supremației fasciste în afacerile europene. Fenomenul respectiv s-a concretizat într-o serie de fapte cum ar fi „sfărîmarea lanțurilor de la Versailles” de către național-socialiștii germani prin reintroducerea serviciului militar obligatoriu, în martie 1935, remilitarizarea zonei renane, în martie 1936, sau apropierea dintre Germania și Italia, etc. Aceste acțiuni, în fața cărora sistemul de la Versailles s-a dovedit a fi neputincios, au alimentat atitudinile revizioniste ale altor state europene. Este vorba, bineînțeles, de Bulgaria și Ungaria. Astfel încît Europa interbelică din anii 1936-1937 nu mai semăna decît foarte puțin cu cea a anilor ’20. Două mari tabere - în fond deja conturate - se pregăteau pentru confruntarea ce avea să izbucnească cîțiva ani mai tîrziu. Pe de o parte se afla tabăra statelor revizioniste, hotărîte să schimbe în favoarea lor ordinea europeană, stabilită conform principiilor de la Versailles și care erau Germania, Italia, Bulgaria și Ungaria. De cealaltă parte erau Franța, Marea Britanie, Cehoslovacia, precum și URSS care formal se afla în tabăra antirevizionistă, dar care, de fapt, așa cum se va confirma mai tîrziu, nu urmărea altceva decît să pregătească un teren favorabil pentru înfăptuirea planurilor sale expansioniste. Această afirmație ar putea fi calificată drept o speculație întrucît nu există documente care să o confirme, însă confirmarea ei se găsește în desfășurarea ulterioară a evenimentelor și mai ales în atitudinea Uniunii Sovietice față de vecinii săi. În acest sens, istoricul rus Oleg Ken menționează că fuziunea dintre imperialismul tradițional rus și cruzimea bolșevică „a marcat agresivitatea sovietică. Odată cu năruirea în anii ’20 a speranțelor la o revoluție bolșevică mondială, această agresivitate s-a ascuns anticipînd cu bucurie catastrofa mondială din 1939 pentru a se manifesta din nou”[107].
Alte trei state europene care erau interesate de păstrarea ordinii stabilite la Versailles erau Polonia, Iugoslavia și România.  Aceste țări, dat fiind statutul lor de puteri de rang inferior, au încercat să promoveze o politică echidistantă față de ambele tabere. Polonia, bazîndu-se pe tratatele de neagresiune semnate cu URSS și Germania, a preferat să nu se angajeze în vreun sistem de securitate colectivă, iar Iugoslavia, deși stat-membru al Micii Înțelegeri și aliată a Franței, a întreținut totuși legături economice și politice cu Germania nazistă. La rîndul ei, România a trebuit să se adapteze și ea noilor realități europene și să-și orienteze politica externă în conformitate cu evoluția intereselor marilor puteri.

### Adaptarea politicii externe a României la noul context internațional european
După înlocuirea lui Titulescu cu Victor Antonescu, politica externă a României nu a fost modificată substanțial. S-a încercat în schimb o adaptare a acesteia la noile realități europene. În acest sens, noul ministru de externe al României făcut la 4 septembrie o declarație în care a specificat principiile de orientare a politicii românești[108]. V. Antonescu reconfirma atașamentul României față de valorile și convingerile care au stat la baza Înțelegerii Balcanice și a Micii Înțelegeri, la fel ca și principiul prieteniei franco-române, al alianței cu Polonia, precum și dorința românilor pentru relații pașnice și prietenești cu Uniunea Sovietică. Aceleași asigurări, la 19 septembrie 1936, i le-a dat Antonescu lui Litvinov în persoană în timpul unei întrevederi cu acesta la Geneva[109]. În telegrama expediată de la Geneva, ministrul de externe român spunea, între altele, următoarele: „Azi, la ora 11, am avut o lungă întrevedere cu dl Litvinov, căruia i-am explicat motivele polticii interne care au determinat formarea cabinetului fără Titulescu, asigurîndu-l că politica externă a României va rămîne aceeași față de marile puteri aliate și amice și în particular față de Rusia, marele nostru vecin, cu care, pe parcursul istoriei, n-am avut decît relații de bună prietenie și fără de care nici un ministru român cu o conștiință clară a intereselor noastre geografice nu va putea practica o altă politică decît de bună vecinătate și de prietenie”[110]. Sovieticii însă s-au arătat foarte sceptici față de aceste declarații, iar motivele unei astfel de atitudini le exprimă N. Krestinski în telegrama pe care i-o trimite lui M.S. Ostrovski la 13 octombrie 1936. Făcînd trimitere la declarațiile lui Antonescu pe care le trataează cu neîncredere, Krestinski constată anumite „simptome” ale reorientării politicii externe române. Aici diplomatul sovietic face referire la înțelegerea comercială româno-germană, care, deși avea un caracter economic, va duce, în urma lărgirii relațiilor economice dintre cele două state, la aservirea clasei politice române la interesele Germaniei. După această observație, al adaugă că atît „cît a fost Titulescu, el a reușit să prevină chiar și încheierea unor acorduri cu caracter comercial...El înțelegea că o dezvoltare sporită a comerțului cu Germania, îi va înlesni acesteia, în mod inevitabil, căpătarea unei influențe politice hotărîtoare în România. Acest lucru este în mod cert înțeles și de actualul guvern, iar faptul semnării unui acord comercial cu Germania vorbește despre disponibilitatea [românilor] pentru o mare apropiere de Germania”[111]. Celelalte două „simptome” erau vizibila îmbunătățire a relațiilor României cu Polonia (fapt, iarăși evitat de Titulescu, dat fiind cunoscuta apropiere polono-germană) și cu Italia. Ultimile state sovieticii le considerau potențiali aliați ai Germaniei și din această cauză le priveau cu ostilitate, după cum priveau și apropierea României cu acestea.
Aceeași atitudine o confirmă și comisarul poporului pentru afacerile externe, M. Litvinov. Acesta nu i-a comunicat lui V. Antonescu textul pactului semnat la Montreux cu Titulescu, întrucît nu considera posibilă reluarea discuțiilor pe marginea acestui subiect pînă la o eventuală revenire a acestuia în funcția de ministru de externe[112]. După întîlnirea cu omologul său român la Geneva, Litvinov avea să observe că asigurările de pritenie pe care le primise de la acesta nu l-au încîntat deloc și că stăruințele României de a avea relații bune cu Germania și Polonia „nu pot fi folositoare nici nouă și nici României”[113]. Totodată Litvinov îl instruiește pe Ostrovski să denunțe pactul de alianță polono-român ca fiind unul cu caracter „exclusiv antisovietic” și să accentueze faptul că după semnarea Convenției pentru definirea agresiunii și agresorului de la Londra, a pactului sovieto-francez și sovieto-cehoslovac, precum și după apropierea semnificativă din România și URSS, Kremlinul nu consideră necesară consolidarea alianței româno-poloneze și nu dorește acest lucru[114].  

### Eforturile diplomației române de păstrare a bunelor relații cu URSS în contextul afirmării supremației fasciste în afacerile europene

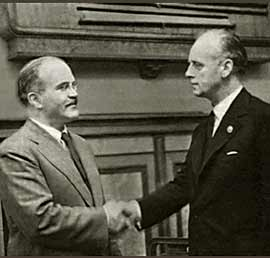
Ribbentrop si Molotov, Moscova, August 1939.

În aceeași perioadă diplomația română înaintează un nou proiect de securitate europeană. De fapt proiectul în sine însemna reiterarea unor încercări mai vechi de a crea un bloc care sa fie format din membrii Înțelegerii Balcanice, a Micii Înțelegeri și Polonia. Acest bloc trebuia sa aibă rolul unui „cordon sanitar” care să împiedice un eventual conflict între Germania și URSS, dar în același timp să păstreze relații bune cu ambele state. Proiectul a fost comunicat lui Ostrovski, care la rîndul său i l-a trimis lui Litvinov. Acesta din urmă a catalogat planul drept „prostesc” (нелеп), sugerîndu-i lui Ostrovski faptul că acestuia nu-i va fi foarte greu să-l ridiculizeze[115]. De fapt, după cum o spune el însuși, comisarul sovietic considera că nici un stat din Europa de Est nu era capabil să facă față cu succes unei ofensive militare germane.
La 25 octombrie 1936, Hitler și contele Ciano, ministrul de externe al Italiei, semnează acordul de prietenie italo-german pe care Mussolini îl va numi ceva mai tîrziu „axa Roma-Berlin”. Prin acest act, Italia și Germania consimțeau să promoveze o politică externă care să corespundă intereselor ambelor state și să-și împartă sferele de influență în Europa Centrală și cea de sud-est. În acest scop ei au hotărît să aplice o tactică diplomatică, dublată de stratageme economice, care să destabilizeze relațiile dintre statele Micii Înțelegeri și Înțelegerii Balcanice și să ducă, în final, la destrămarea acestora[116]. O lună mai tîrziu, la înțelegerea italo-germană adera și Japonia semnînd cu Germania Pactul Anticomintern, iar Axa Roma-Berlin devenea astfel Axa Roma-Berlin-Tokio. În condițiile în care ordinea stabilită la Versailles devenea din ce în ce mai fragilă, iar marile puteri occidentale păreau incapabile să opună acțiuni concrete provocărilor revizioniste, situația României devine din ce în ce mai precară, mai ales că aceasta era suspusă constant presiunilor din partea Germaniei. Un exemplu elocvent în acest sens este întrevederea pe care ambasadorul României la Berlin, N. Petrescu-Comnen, a avut-o cu Hermann Goering, pe atunci ministru responsabil cu reînarmarea Germaniei. Acesta din urmă i-a comunicat diplomatului român că Germania este dispusă să garanteze integritatea României cu condiția ca aceasta „să nu se lege prin vreun tratat de alianță sau de tranzit de trupe cu URSS, România să nu mai contracteze noi angajamente împotriva Germaniei sau România să nu ia parte la vreo combinație împotriva Germaniei”[117].
În pofida presiunii din ce în ce mai evidente a puterilor revizioniste, România s-a menținut totuși destul de ferm pe poziții. În acest sens, Victor Antonescu a efectuat două vizite în capitalele celor mai importanți aliați ai României. În lunile noiembrie și respectiv decembrie 1936, ministrul român a vizitat Varșovia și la Parisul și a reconfirmat, cu aceste ocazii, faptul că România rămîne fidelă Alianței sale cu Franța, Marea Britanie și Polonia, precum și alianțelor regionale din care făcea parte[118]. În același timp el a atenționat aliații săi polonezi asupra pericolului divizării Europei în blocuri militare, menționînd totodată că România nu intenționează să facă parte din vreun bloc militar ostil Uniunii Sovietice, după cum nu dorește să adere nici la vreun bloc sovietic[119].
Vizita la Varșovia, precum și declarațiile lui Antonescu, au nemulțumit Moscova care considera acțiunea diplomatului român drept una antisovietică. Ostrovski i-a reproșat lui Antonescu faptul că vizita sa în Polonia în sopul „reînvierii unui pact antisovietic” nu făcea altceva decît să dăuneze relațiilor sovieto-române. În discuția pe care cei doi au purtat-o pe data de 1 martie 1937, diplomatul român i-a replicat ambasadorului sovietic că vizita sa la Varșovia a fost efectuată în înțelegere cu Franța, al cărei scop este de a împiedica Polonia „să cadă în îmbrățișarea Germaniei”[120]. Un alt punct al discuției asupra căruia a insistat Ostrovski era criza prin care trecea Mica Antantă și care se datora în special atitudinii mai noi a Iugoslaviei în relațiile sale cu statele revizioniste. Semnarea unui acord cu Bulgaria însemna, după părerea sa, începutul sfîrșitului acestei structuri (o lovitură și mai puternică Micii Înțelegeri avea să-i fie adusă la 25 martie 1937, cînd, în timpul unei vizite la Belgrad a lui Ciano, a fost semnat tratatul de prietenie italo-iugoslav[121]). Antonescu a respins aceste afirmații dînd asigurări diplomatului sovietic că „România preferă să-și păstreze alianțele. Preferăm acest lucru decît să împingem Polonia în brațele Germaniei. Noi dorim o relație de prietenie cu republicile sovietice. Doar un nebun ar putea crede că vrem să-i avem ca dușmani pe sovietici”[122]. Aceste declarații nu erau însă suficiente pentru a-l convinge pe Litvinov care se îndoia de sinceritatea României și considera că „...ea singură [România] trebuie să facă ceva care să înlăture suspiciunile noastre, însă nu sub forma unei declarații între patru ochi”[123].
Confruntîndu-se cu lipsa de încredere din partea URSS, dar și cu criza acută pe care o traversa Mica Antantă și în același timp izolat de Franța, guvernul român s-a văzut nevoit să accepte propunerea lui Goering menționată mai devreme, și anume că în schimbul garantării categorice și precise a integritărții sale teritoriale de către Germania, România accepta să nu încheie cu Rusia sovietică vreun tratat de alianță sau unul care să reglementeze posibilitatea tranzitării teritoriului României de către trupele sovietice, după cum își lua și angajamentul de a nu intra în vreo „combinație îndreptată împotriva Germaniei”[124]. În același timp însă, el îi informa pe nemți că statul român nu era dispus să renunțe la alianțele și relațiile de prietenie pe care le avea cu alte state la acea vreme, dar și la obligațiile sale de a acționa conform statutului de membru al Ligii Națiunilor[125]. O astfel de garanție din partea Germaniei nu a venit însă niciodată.
La mai bine de jumătate de an de la demiterea lui Nicolae Titulescu, cercurile politice de la București s-au convins de necesitatea semnării unui tratat cu vecinii de la răsărit. Numai că de data aceasta guvernul român dorea garanții ferme din partea Uniunii Sovietice privind recunoașterea formală de către aceasta a apartenenței Basarabiei la România[126]. Însă sovieticii erau mult mai puțin dispuși acum să semneze o astfel de înțelegere. Într-o discuție pe care M. S. Ostrovski a avut-o cu V. Antonescu la 28 aprilie 1937, ambasadorul sovietic își exprima scepticismul în legătură cu inițiativa diplomatului român. La întrebarea lui Antonescu dacă Litvinov ar fi fost dispus să accepte semnarea unui pact de prietenie după modelul iugoslavo-italian, Ostrovski i-a răspuns că nu cunoaște intențiile comisarului sovietic, dar că el era de părere că semnarea unui pact cu România care să reglementeze și diferendul basarabean era inutil și dăunător sovieticilor. Poziția sovietică pe care el o exprima astfel era că apartenența ambelor state la Liga Națiunilor, precum și tratatele pe care URSS le avea semnate cu România (i.e. Convenția pentru definirea agresiunii și agresorului, Protocolul de la Moscova, schimbul de note diplomatice oficiale) erau suficiente pentru ca relațiile bune dintre cele două state să fie menținute și însemnau mult mai mult decît un tratat de prietenie după modelul italo-iugoslav. Semnarea unui astfel de tratat ar fi însemnat, la 1937, alimentarea tendințelor revizioniste în Europa[127]. Asupra acelorași probleme a insistat V. Antonecu la Geneva, cînd la 25 mai 1937 s-a întîlnit cu M. Litvinov. Acolo, ministrul român a încercat să-l convingă pe Litvinov de necesitatea încheierii unui acord ce ar fi reglementat diferendul în problema Basarabiei, dar a trebuit să audă o replică directă și foarte puțin diplomatică din partea acestuia: „...[Basarabia] este ocupată de România, noi nu ridicăm pretenții, cu atît mai mult trebuie să tacă România, mai ales ca aceasta este în propriul ei interes”[128]. În același timp el i-a amintit lui Antonescu faptul ca Titulescu evita să ridice problema Basarabiei în timpul negocierilor cu ei. Totuși Litvinov s-a manifestat favorabil relativ la posibilitatea semnării unui tratat de asistență mutuală cu România, propunînd ca model pactul sovieto-cehoslovac. V. Antonescu a manifestat rezerve în privința posibilității semnării unui tratat de asistență mutuală cu sovieticii, față de care, credea el, opinia publică nu putea fi favorabilă[129]. Ceea ce-și dorea Antonescu era semnarea unui tratat cu sovieticii după modelul celui italiano-iugoslav. Discuțiile dintre cei doi nu au avut nici o finalitate. Tot în Elveția, numai că de data aceasta în alt loc și anume la Talloires, Litvinov a avut o întrevedere cu Nicolae Titulescu la 29 mai 1937. Cercurile diplomatice franceze au opinat că aceasta a dăunat bunui mers al tratativelor româno-sovietice[130] și chiar Litvinov îi relata lui Ostrovski într-o scrisoare din 13 iunie 1937 că Titulescu îi ceruse ca un eventual pact româno-sovietic de asistență mutuală să nu fie semnat pînă el nu ar fi revenit în funcția de ministru al afacerilor externe al României. Diplomatul sovietic a refuzat să-i facă o asemenea promisiune lui Titulescu. În continuare Litvinov mai menționa și faptul că întrevederea avută cu Titulescu a urmat la patru zile după negocierile purtate cu V. Antonescu și, prin urmare, nu a avut cum să le influențeze, infirmînd astfel concluziile trase de diplomații francezi[131].  Сu totul altfel este însă evocată întîlnirea dintre cei doi de către Titulescu. În cadrul întrevederii lor, relatează ministrul demisionat român, Litvinov i-ar fi declarat că a cere Moscovei recunoașterea de jure a unirii Basarabiei, înseamnă de fapt recunoașterea din partea României a lipsei sale de drepturi asupra Basarabiei. El i-ar fi declarat lui Antonescu: „Rețin faptul că nu considerați Basarabia românească și rețineți faptul că nici nu va fi vreodată...România și-a schimbat politica externă. Trebuie să ne apărăm împotriva actelor pe care Titulescu ne-a făcut să le semnăm. Voi v-ați aruncat în brațele Poloniei, iar Germania este în spatele ei. Nu intenționez să ridic chestiunea basarabeană atîta timp cît România nu se situează împotriva URSS. Dar acum cînd constat că vă îndreptați contra noastră, nu putem lăsa în mîinile voastre atu-ul pe care-l reprezintă Basarabia în eventualitatea unui război. România, repet – în zădar spuneți contrariul -, și-a schimbat politica externă. Vrem ca potențialul pe care îl reprezintă Basarabia să devină rus și nu german. De aceea țin să vă comunic că vom încerca să reluăm Basarabia prin toate mijloacele juridice și militare posibile”[132]. Astfel, din memoriile lui Titulescu rezultă aceeași concluzie, și anume că în pofida tratatelor care legau cumva România de Rusia și a schimbului de note diplomatice prin care acestea își garantau reciproc suveranitatea și neamestecul în afacerile interne, pentru Moscova, așa cum era și de așteptat, problema Basarabiei a rămas mereu deschisă, iar pentru soluționarea acesteia în favoarea lor, sovieticii nu așteptau decît sosirea momentului potrivit.
Interpetările la care a fost supusă întîlnirea lui Antonescu cu Litvinov la Geneva l-au descurajat pe ministrul român care se simțea trădat atît de comisarul sovietic cît și de Titulescu și de aceea a cerut, prin intermediul lui Ostrovski, întreruperea negocierilor pînă în luna septembrie. M. S. Ostrovski, care aprecia efortul depus de diplomația română în vederea menținerii relațiilor prietenești cu statul său, a cerut Moscovei să nu rupă negocierile cu România, subliniind încrederea sa în intențiile pozitive ale guvernului României[133]. Diplomatul rus avea să se întîlnească la București, pe 15 și 16 iulie, cu Milan Hodža, președintele Consiliului de Miniștri al Cehoslovaciei. Din discuția pe care cei doi o poartă la 16 iulie rezultă că sovieticii erau favorabili semnării unui pact de asistență mutuală cu România. La întrebarea lui Hodža referitor la stadiul în care se aflau relațiile dintre România și URSS, Ostrovski i-a răspuns că Moscova era dispusă să accepte continuarea tratativelor pe care le-a dus cu Titulescu, numai că, menționa diplomatul sovietic, „...orice text, în care se va găsi recunoașterea formală a [anexării] Basarabiei, pentru noi este apriori inacceptabil. Cu o recunoaștere formală a [anexării] Basarabiei noi nu vom fi de acord, luînd în considerare nivelul de stabilitate al politicii externe române, mai ales că o recunoaștere formală nu va contribui cu nimic la sporirea securității României dinspre est, avînd în vedere documentele care reglementează relațiile noastre, asta bineînețeles în cazul în care românii n-au pus la cale niște planuri secrete împotriva noastră”[134].  Totuși, el își exprimă oarecare rezerve față de diplomația lui Antonescu, a cărui „francofilie” – după spusele ambasadorului sovietic – nu avea alt rol decît de a sluji drept camuflaj un timp pentru adevăratele intenții românești. El considera neacceptarea de către V. Antonescu a pactului sovieto-cehoslovac ca model pentru un eventual tratat româno-sovietic precum și insistența acestuia de a obține recunoașterea formală din partea URSS a apartenenței Basarabiei la România drept dovezi ale lipsei de intenții serioase a românilor de a se apropia cu URSS[135]. În pofida scepticismului manifestat de sovietici, cea mai mare parte a cercurilor politice din România era favorabilă semnării unui pact de asistență mutuală cu URSS. Aceasta rezultă și din vizita pe care a făcut-o Ostrovski la reședința lui Gheorghe Tătărescu de la Poiana Brașov la 29 iulie 1937. Într-o discuție de peste șapte ore ce demonstrează impasul în care se aflau la acea dată raporturile româno-sovietice, Tătărescu a căutat să-l convingă pe Ostrovski că lucrurile stăteau cu totul altfel decît insinua acesta cînd afirma că „românii s-au înhămat definitiv la carul antisovietic al lui Beck”, aducînd în sprijinul afirmațiilor sale argumente destul de convingătoare de altfel. Politicianul român a subliniat faptul că actualul guvern al României continua aceeași linie a politicii externe ca și cel în care fusese prezent Titulescu, iar faptul că România a refuzat înnoirea tratatului de prietenie semnat cu Italia în 1926, ca și propunerile tentante pe care le-au făcut și continuau să le facă nemții în legătură cu reînarmarea armatei române. În continuare, Tătărescu a adăugat că va semna în 1938 un acord cu sovieticii care să fie convenabil ambelor părți și că orice guvern al României „va căuta prietenia cu Rusia”, desfășurarea evenimentelor după un alt scenariu însemnînd o „nebunie” și un „nonsens” care se poate termina cu „dezmembrarea statului românesc și nicicînd un aventurier care să dorească acest lucru nu va fi admis la guvernarea României”[136].
Următorul eveniment care a influențat evoluția relațiilor româno-sovietice a fost schimbarea guvernării de la București. În urma rezultatelor alegerilor din decembrie 1937, regele Carol II invită la guvernare Partidul Național-Creștin al lui Octavian Goga și A. C. Cuza. Această formațiune politică cunoscută în țară, dar și în străinătate, prin discursul său virulent antisemit și pro-german, a stîrnit îngrijorarea aliaților tradiționali ai României. Londra, de exemplu, aprecia într-un sens negativ evoluția evenimentelor de la București, considerîndu-le un eșec al diplomației franceze[137]. La fel de îngrijorat s-a arătat și Litvinov care, dorind să cunoască poziția guvernului român vizavi de perspectivele evoluției relațiilor dintre cele două state, l-a trimis în recunoaștere pe Ostrovski. Acesta s-a întîlnit la 5 ianuarie 1938 cu primul ministru, Octavian Goga. În timpul acestei întrevederi, Goga i-a comunicat lui Ostrovski că România va acționa pe plan extern reieșind din obligațiile pe care le avea ca membru al Micii Înțelegeri și Înțelegerii Balcanice și aliat tradițional al Franței, Marii Britanii și Poloniei cu care, mai adăuga el, nu intenționa să schimbe nimic în relațiile pe care le avea. În legătură cu Uniunea Republicelor Sovietice, politicianul român și-a manifestat dorința de a păstra relații de bună vecinătate, menționînd că „trebuie să fii nebun pentru ca, român fiind, să-ți dorești relații proaste cu URSS”. Ambasadorul sovietic și-a manifestat neîncrederea față de aceste declarații ale lui Goga, făcînd trimitere la prezența lui A. C. Cuza la conducerea partidului și în guvern, dar și la numeroasele declarații antisovietice pe care membrii formațiunii aflate la guvernare le făcuseră în numeroase rînduri cît timp se aflau în opoziție. Toate acestea îl făceau să concluzioneze că guvernul de atunci al României avea o imagine defavorabilă în URSS, dar că atitudinea celei din urmă față de statul român va depinde doar de politica externă pe care o va duce guvernul Goga[138].
La 10 februarie 1938 guvernul Goga, care nu se bucura de simpatie în cercurile politice de la București și nici de un sprijin larg în rîndul maselor, a fost înlăturat. Imediat a fost trimisă o telegramă a legației române din Paris care avea rolul, pe care de altfel l-a îndeplinit, să liniștească temerile pe care aliații României le aveau privind o nouă orientare externă a acesteia. În textul acestei telegrame se menționează că, „credința imediată care și-a făcut drum este că România rămîne neclintită în ale politicii externe, alături de Franța și Anglia”[139].
Anul 1938 și prima jumătate a anului 1939 au rămas în istorie ca fructuoasă perioadă pentru revizionismul german. Fără a întîmpina vreo piedică, între 11 și 13 martie 1938, Germania ocupă Austria, înfăptuind astfel actul ce va intra în istorie sub numele de Anschluss. Astfel, Germania se apropie considerabil de Balcani și de România, devinind totodată vecin direct cu aliatul ei cel mai credincios - Italia. Această consolidare a pozițiilor Germaniei în Europa Centrală și de Est, a atras după sine și o slăbire considerabilă a pozițiilor franceze și engleze în acea parte a lumii. Slăbirea influenței anglo-franceze în Europa de Est a atras după sine și o slăbire a pozițiilor României în raport cu Germania, dar și cu Ungaria, ale cărei tendințe revanșarde erau alimentate de nemți, dar mai ales de italieni. Carol II, care mereu și-a manifestat încrederea sa în forța Angliei și în convingerea că aceasta va ieși învingătoare din orice conflict european, s-a văzut pus în situația să constate că deși necesară, păstrarea legăturilor strînse cu Franța și Anglia era adeseori foarte complicată. Iar în ceea ce privea Rusia, Carol considera că orice legătură strînsă cu aceasta trebuia evitată pentru a nu atrage mânia Germaniei[140]. Aceeași atitudine o manifesta Carol și în raport cu iminenta dezmembrare a statului cehoslovac. În Însemnările sale, el menționa că „situația noastră este cea mai urîtă, din cauza Rusiei. De altfel, această nenorocită alianță ceho-sovietică este una din cauzele situației de astăzi....Spre a veni în ajutorul aliatei sale, [URSS] nu are decît două căi de trecut, prin Polonia, sau pe la noi, prin nordul Bucovinei. Noi ce putem face? Sau să-i lăsăm să treacă, și atunci însemnează că suntem antrenați imediat în contra Germaniei, căci ea niciodată nu va admite ca noi să ne facem complici cu U.S.S.R., și, indirect, chiar să dăm o mînă de ajutor dușmanilor ei....Dacă ne opunem...suntem în stare de ostilitate față de ruși și cehi și iată-ne aruncați fără voia noastră de partea Germaniei”[141].  

### Despre evoluția relațiilor româno-sovietice în contextul evenimentelor premergătoare pactului „Hitler-Stalin”
Nu numai că situația internațională s-a deteriorat peste măsură de mult, dar nici M. S. Ostrovski nu mai era ascultat la Moscova. Mai mult decît atît, se pare că în condițiile în care la putere a ajuns partidul lui Goga, catalogat de ruși drept deschis anti-sovietic, Kremlinul nu a mai considerat necesară prezența la București a ambasadorului sovietic, și în ianuarie 1938 acesta a fost rechemat acasă. Deși conștient de pericolul la care se expune, la 4 februarie Ostrovski pleacă spre Moscova. Odată ajuns acolo, a fost acuzat de legături cu opoziția troțkistă și a dispărut la fel ca și mulți alți diplomați sovietici de marcă (Karahan, Krestinski, Rozenberg, etc.) în epurările staliniste din 1937-1938[142]; un alt diplomat în locul lui nu a mai fost trimis. Astfel, în absența unui reprezentant sovietic la București, în aprilie 1938,la București sosește Alksandrovski, ministrul sovietic în Cehoslovacia, pentru a sonda poziția României în legătură cu posibilitatea unei agresiuni germane asupra Cehoslovaciei. În acest scop, el a avut două întrevederi. Prima a fost cu N. Petrescu-Comnen, noul ministru de externe al României într-un guvern-marionetă adus la putere după ce Carol și-a impus dictatura la 10 februarie 1938. De altfel, numirea lui Petrescu-Comnen în funcția de subsecretar de Stat în Ministerul Afacerilor Străine la 17 februarie și apoi în cea de ministru la 30 martie au putut fi interpretate cu ușurință de către sovietici drept un mare pas al României în direcția Germaniei, întrucît pînă atunci, vreme de șase ani, diplomatul român fusese ambasador la Berlin. În cadrul acestei întrevederi, ministrul român a manifestat rezerve față de posibilitatea aderării explicite a României la una din tabere. El a făcut trimitere în acest sens la tratatele pe care Franța și Anglia se semnaseră recent cu Italia, și a concluzionat că pentru România, ca țară mică, era indicat ca în această situație să adopte o poziție de expectativă[143]. Aceleași probleme le-a discutat Aleksandrovski și cu regele Carol II. Despre rezultatele audienței sale la rege, Aleksandrovski i-a comunicat lui Stalin în persoană, subliniind că acestuia îi era frică de Germania și că nu dorea, așa cum de altfel declarase chiar el însuși în cîteva rînduri, un acord care să stabilească o modalitate de trecere a trupelor sovietice prin România. După ce Aleksandrovski și-a încheiat raportul în această privință, mareșalul Voroșilov a declarat că Armata Roșie era în stare să asigure asistență Cehoslovaciei și că, totodată, s-a convenit a se găsi o modalitate pentru ca aceasta să poată tranzita teritoriul Poloniei în vederea sprijinirii militare a cehoslovacilor. Numai că, dat fiind bine cunoscutul anatagonism polono-cehoslovac ce pronea de la un diferend teritorial, Polonia a refuzat să admită tranzitarea teritoriului său de către armatele sovietice. De fapt polonezii căutau să profite și ei de pe urma slăbiciunii Cehoslovaciei, ceea ce vor face mai tîrziu cînd vot participa la dezmembrarea acesteia prin ocuparea regiunii Teschen. În această situație, cînd refuzul polonez era cît se poate de categoric, francezii au ridicat în fața sovieticilor posibilitatea recunoașterii de către aceștia din urmă a unirii Basarabiei cu România, dacă aceasta va consimți, la rîndul ei, să permită trecerea trupelor sovietice prin nordul Bucovinei. Sovieticii au consimțit să ia în considerare această posibilitate, dar i-au transmis ministrului de externe al Cehoslovaciei, Kamil Krofta, faptul că Moscova era decisă ca armatele sale să tranziteze pămînturile României indiferent dacă aceasta își dădea consimțămîntul sau nu[144]. Cum însă ultima variantă ar fi aruncat România în brațele Germaniei, era necesară stabilirea unui înțelegeri în acest sens. Pentru aceasta, ministrul de externe al Franței, Georges Bonnet și cel al României, N. Petrescu-Comnen, au avut o întîlnire la 12 mai 1938, în timpul unei sesiuni de la Geneva a Ligii Națiunilor. Acolo, ministrul francez a încercat să-l convingă pe diplomatul român să-și dea acordul în privința tranzitării României de către trupele sovietice. Ministrul român însă nu putea accepta ideea omologului său francez. El și-a motivat refuzul prin faptul că în cazul intrării pe teritoriul României a Armatei Roșii, aceasta ar fi fost imediat invadată și de Germania[145]. Motivația nu era o eschivă, întrucît era cît se poate de clar că Germania într-adevăr nu ar fi permis lezarea intereselor sale economice în România, fiind vorba de accesul german la resursele natuarale ale statului român și în primul rînd cele petroliere. De altfel, chiar și fără aceste piedici, ministrul român nu putea angaja România într-un astfel de proiect, căci, după cum am văzut mai devreme, regele se opunea ferm unei astfel de inițiative.  Documentele diplomatice sovietice fac însă trimitere la faptul că România, spre deosebire de Polonia, nu excludea această posibilitate. În acest sens, Alexandrovski menționa într-un raport în legătură cu o întrevedere ce o avusese cu Kamil Krofta, ministrul de externe al Cehoslovaciei, faptul că acesta din urmă se înțelesese verbal cu Petrescu-Comnen să păstreze deschisă această problemă (a tranzitului armatei sovietice pe teritoriul României) pînă în momentul necesității soluționării ei, care, de altfel, putea veni în contextul unor realități europene mai favorabile României[146].
S-au făcut multe speculații în ce privește rolul pe care l-a jucat URSS în timpul crizei sudete și în evenimentele premergătoare ocupării germane a Cehoslovaciei. Unii istorici și-au exprimat părerea, conform căreia sovieticii de fapt nu aveau de gînd să intervină în ajutorul cehilor, ci căutau mai curînd să atragă Franța și Marea Britanie într-un conflict cu nemții, iar ei să se descotorosească de obligația de a interveni în ajutorul Cehoslovaciiei, făcînd trimitere la refuzul României și Poloniei de a permite trecerea Armatei Roșii pe teritoriul lor[147]. Această supoziție însă nu ni se pare întemeiată în condițiile în care cehii aveau încheiate două tratate separate cu francezii și cu sovieticii. Cel dintîi, semnat la 16 octombrie 1925, îi obliga pe francezi să intervină în cazul unei agresiuni din exterior, iar al doilea, datînd din 16 mai 1935, impunea sovieticilor acordarea ajutorului militar, care însă era condiționat de cel francez. Cele două tratate nu erau legate însă formal în nici un fel. Tocmai din această cauză Franța era obligată să asigure ajutor cehilor indiferent dacă sovieticii o făceau sau nu. O intervenție a Franței ar fi atras în război și Marea Britanie al cărei prim-ministru, Neville Chamberlain, recunoscut pentru politica sa conciliatoristă față de fasciști și naziști, dorea cu orice preț evitarea acestui lucru. El l-a convins pe omologul său francez, Édouard Daladier să nesocotească prevederile tratatului ce legau Franța de Cehoslovacia[148]. Cert este însă că aceste concesii făcute de occidentali nu au fost de natură să-l satisfacă pe Hitler și că, avînd concursul anume acestor puteri occidentale, Hitler a ocupat mai întîi regiunea sudetă, iar apoi, sub pretextul preîntîmpinării tulburărilor politice – întreaga Cehoslovacie, iar asta în ciuda faptului că cehii - care erau hotărîți să-și apere integritatea teritorială și independența cu arma în mînă[149], nici măcar nu au fost invitați la 29 septembrie 1938 la München.
„Cîrdășia de la München” a însemnat sfîrșitul oricării influențe a Ligii Națiunilor în Europa. În acest sens, Grigore Gafencu menționează că „...după München, sentimentul de legitimitate asociat politicii de securitate colectivă dispăruse”, din care cauză „țările mici erau obligate să se adreseze direct Germaniei pentru a obține din partea ei anumite garanții, pe care sistemul internațional nu mai era în măsură să le acorde”[150]. Printre aceste țări mici se număra și România. Pericolul pe care nazismul îl reprezenta pentru statul român crescuse enorm, mai ales că la mijlocul lui martie 1939 nemții ocupă întreaga Cehoslovacie și Wehrmacht-ul obține astfel accesul direct în România. În aceste circumstanțe, în noiembrie 1938, regele Carol II întreprinde o serie de vizite la Paris, Londra și Bruxelles, însă doar pentru a se convinge că Franța și Marea Britanie nu mai erau în stare să-și apere tradiționalele interese în Europa de est și de sud-est. Neville Chamberlain i-a declarat regelui că prin forța împrejurărilor firești, Germania se bucura de o poziție „preponderentă în domeniul economiei” în acea parte a Europei[151]. Vizita pe care a întreprins-o Carol la Berlin în aceeași perioadă a avut rezultate și mai puțin liniștitoare întrucît Führerul refuza să garanteze României că nu va sprijini tendințele revanșarde ale Ungariei, asta în pofida faptului că regele se arătase favorabil semnării unor acorduri largi cu Germania. Intenția lui Hitler era probabil, ca și cea a lui Stalin de peste cîțiva ani, de a folosi Ardealul ca instrument de șantaj în relațiile sale cu ungurii și românii.
Imediat după ocuparea ocuparea Cehoslovaciei, presiunile Germaniei asupra României s-au intensificat. La 18 martie, ambasadorul britanic la Moscova, Sir William Seeds, îl informa pe Litvinov că trimisul României la Londra, Viorel Tilea a anunțat Foreign Office-ul despre un ultimatum al Germaniei adresat României, în care nemții pretindeau monopolul asupra întregului comerț al României și consimțeau, în același timp, să garanteze acesteia integritatea hotarelor sale[152]. Litvinov s-a eschivat de la un răspuns concret, exprimîndu-și nedumerirea în legătură cu faptul că românii s-au adresat britanicilor și nu sovieticilor în mod direct[153]. Totodată el a declarat că URSS este interesată și ea în păstrarea independenței României și Poloniei întrucît aceasta însemna izolarea terestră a Germaniei de Uniunea Sovietică. De fapt, „incidentul Tilea” a fost, după cît se pare, o manevră pusă la cale de diplomația română pentru a sonda poziția Angliei în vederea unei posibile agresiuni germane asupra României și în care diplomatul român a fost pionul sacrificat. Aproape imediat, Ministerul de Externe al României a emis un comunicat în care infirma existența unui ultimatum german la adresa statului român. Totuși acest incident a fost de natură să stîrnească îngrijorarea sovieticilor, a britanicilor și a francezilor față de agresivitatea cu care nemții își făceau loc în drumul lor către Balcani. În acest sens, Litvinov a propus convocarea unei conferințe cu participarea României, Poloniei, Franței, Marii Britanii și URSS. Considerînd prematură realizarea acestei idei, lordul Halifax, ministrul de externe al Marii Britanii, a propus emiterea unei rezoluții comune în care să fie subliniat interesul celor cinci state pentru independența statelor est-europene. Refuzul Poloniei de a semna un astfel de document alături de URSS a îngropat această inițiativă[154].  
Această perioadă a însemnat și sfîrșitul politicii conciliatoriste a Franței și Marii Britanii. La 13 aprilie 1939 cele două puteri occidentale au oferit garanții Poloniei și României privind independența acestora[155], subliniindu-și astfel interesul pentru menținerea statu quo-ului în Europa de Sud-Est. De notat însă este faptul că englezii și francezii se angajau să apere independența, dar nu și integritatea României. De altfel, aceste garanții nu însemnau mare lucru, de vreme ce ambele puteri occidentale erau izolate teritorial de Polonia sau România și se aflau la o mare distanță de aceste două state. Garanțiile lor se puteau materializa doar în condițiile în care îi convingeau și pe sovietici să adopte aceeași atitudine. URSS pare să nu fi fost ostilă față de această atitudine, numai că ea manifesta reticențe în anumite privințe[156]. Sovietici au pretins ca Polonia și România să ceară chiar ele astfel de garanții din partea lor. Ministrul român de externe, Grigore Gafencu, a declarat însă că o înțelegere anglo-franco-sovietică pentru garantarea independenței României nu o ajuta nicidecum pe aceasta, întrucît putea fi interpretată de Germania drept o încercare de „încercuire” a sa, iar nemții puteau proceda la ocuparea imediată a României. Aceeși poziție a exprimat-o și Alexandru Cretzianu, secretar de stat în Ministerului de Externe român, într-o întîlnire pe care a avut-o la Viena cu lordul Halifax și în cadrul căreia a subliniat că România nu va duce tratative cu URSS[157]. Însă aceasta nu însemna, bineînțeles, că România adoptase o linie antisovietică. În acest sens Grigore Gafencu a avut în data de 8 mai o întîlnire la București cu Vladimir Potemkin, adjunct al comisarului poporului pentru afacerile străine, care se întorcea dintr-o vizită efectuată la Ankara. În cursul acestei întîlniri, diplomatul român a încercat să-i demonstreze lui Potemkin că alianța polono-română era un tratat menit să confere securitate ambelor state și nicidecum un instrument anti-sovietic în mîna Germaniei[158]. 
La mijlocul lunii iunie încep negocierile tripartite între Franța, URSS și Marea Britanie, negocieri care însă s-au împotmolit foarte repede, mai ales din cauza insistenței URSS ca în cazul izbucnirii unui conflict, trupelor sovietice să li se permita tranzitarea teritoriului României și al Poloniei, dar și a dorinței sovieticilor ca înțelegerea tripartită să vizeze și Țările Baltice, fapt refuzat de aceastea din urmă. La 14 august șeful delegației sovietice, mareșalul Klement Voroșilov subliniază că pentru ca negocierile să se încununeze cu succes, condiția preliminară este ca trupelor sovietice să li se permită tranzitarea sudului Poloniei și nord-estului României[159].  În paralel, dar cu un interes mult mai mare, sovieticii purtau negocieri cu Germania nazistă. Apropierea în spiritul Realpolitik-ului dintre cele două state totalitare are loc încă în primăvara anului 1939. Un simptom al acestei apropieri a fost înlocuirea lui Litvinov (care era evreu) cu Veaceslav Molotov, la 3 mai 1939, dar și întreruperea, din ordinul lui Hitler, a campaniei de presă denigratoare la adresa statului sovietic. Stalin probabil bănuia că, prin politica lor conciliatoristă, puterile occidentale urmăreau să tempereze agresivitatea Germaniei și să o dirijeze împotriva Uniunii Sovietice. De altfel, întrucît o confruntare sovieto-germană părea de neevitat într-un viitor mai mult sau mai puțin apropiat, dictatorul sovietic voia, se pare, să cîștige cît mai mult timp în vederea pregătirii pentru conflictul militar. Acțiunile sovieticilor îl făceau pe Winston Churchill să remarce faptul că „din toate luările de atitudine ale lui Molotov, s-a văzut că guvernul sovietic este în fapt dispus mai mult să îmbunătățească relațiile germano-sovietice...”[160]. Un prim acord comercial sovieto-german a fost semnat la data de 19 august 1939. La 21 august, sovieticii cereau întreruperea negocierilor tripartite, iar în aceeași zi Adolf Hitler îi trimitea lui Stalin o scrisoare în care îl informa că este de acord cu „proiectul lui Molotov” în privința pactului de neagresiune și că „întrebarările legate de acesta trebuiau lămurite cît mai repede cu putință”[161]. De asemenea el menționa că era de acord și cu inițiativa sovietică de semnare a protocolului adițional, iar în acest scop îi cerea lui Stalin să-l primească pe Joachim von Ribbentrop la Moscova, cel tîrziu pe data de 23 august. În aceeași scrisoare îl avertiza pe Stalin în privința iminenței conflictului germano-polonez, subliniind că „tensiunea dintre Germania și Polonia a devenit de nesuportat. Atitudinea Poloniei față de marea putere este de așa natură încît o criză poate izbucni de la o zi la alta. Germania, în orice caz, este plină de hotărîre ca de acum înainte să-și apere cu orice mijloace interesele în fața acestor aspirații”[162]. Este de reținut faptul că Hitler menționează că atît pactul, cît și protocolul adițional secret al acestuia sunt inițiativa nemijlocită a Moscovei. Este important să reținem că dictatorul nazist îl preîntîmpină, deși voalat, în legătură cu faptul că urma să atace Polonia. Acest ultim aspect trebuia să apară la Moscova drept un act de bunăvoință și amiciție. În răspunsul său din aceeași zi, Stalin își dă acordul ca Ribbentrop să vină la Moscova și își exprimă speranța pentru îmbunătățirea relațiilor dintre cele două state în urma semnării pactului de neagresiune[163]. Consecința directă a acestei înțelegeri dintre Stalin și Hitler a fost semnarea la 23 august la Moscova a pactului Ribbentrop-Molotov. Textul în sine al pactului de neagresiune, banal de altfel, nu ne interesează. Mai important este acel protocol adițional secret, semnat la inițiativa sovieticilor, prin care cele două puteri totalitare își împart sferele de influență în Europa de Est, dar mai cu seamă articolul 3 al acestui protocol care spune că:
„În privința sud-estului Europei, din partea sovietică este subliniat interesul pentru Basarabia. Partea germană își manifestă totalul dezinteres politic față de aceste teritorii”[164].
Astfel, URSS capătă șansa de a obține ceea ce Rusia bolșevică pierduse cu 20 de ani în urmă, inclusiv Basarabia. De altfel formularea acestui punct este foarte ambiguă, mai ales cînd ne referim la sintagma aceste teritorii (эти области) care nu este clar dacă vizează doar Basarabia sau face trimitere la dezinteresul Germaniei pentru sud-estul Europei în general. Părerea cea mai convingătoare este că expresia viza de fapt întregul sud-est al Europei și că a fost folosită pentru a evita, în situația internațională extrem de tensionată din acel moment, să atingă chestiunea, foarte sensibilă pentru ambele părți, a Europei de Sud-Est[165]. Tocmai această formulare a permis sovieticilor să pretindă mai tîrziu nu doar Basarabia, ci și Bucovina. Dacă istoriografia rusă din ultima vreme nu mai poate nega existența protocolului adiționbal secret al pactului sovieto-german din 23 augus 1939, ea în schimb a găsit modalitatea de a-l interpreta în sensul că această înțelegere ar fi rezolvat pașnic și cu dreptate problema teritoriilor ce prezentau mare interes pentru statul sovietic. Astfel, M, Meltiuhov susține: „Datorită acestui acord, Uniunea Sovietică pentru prima dată în istoria sa a reușit să obțină recunoașterea intereselor sale în Europa de Est din partea unei mari puteri europene”[166].

### Repercusiunile pactului Hitler-Stalin asupra evoluției relațiilor româno-sovietice. 26-28 iunie 1940

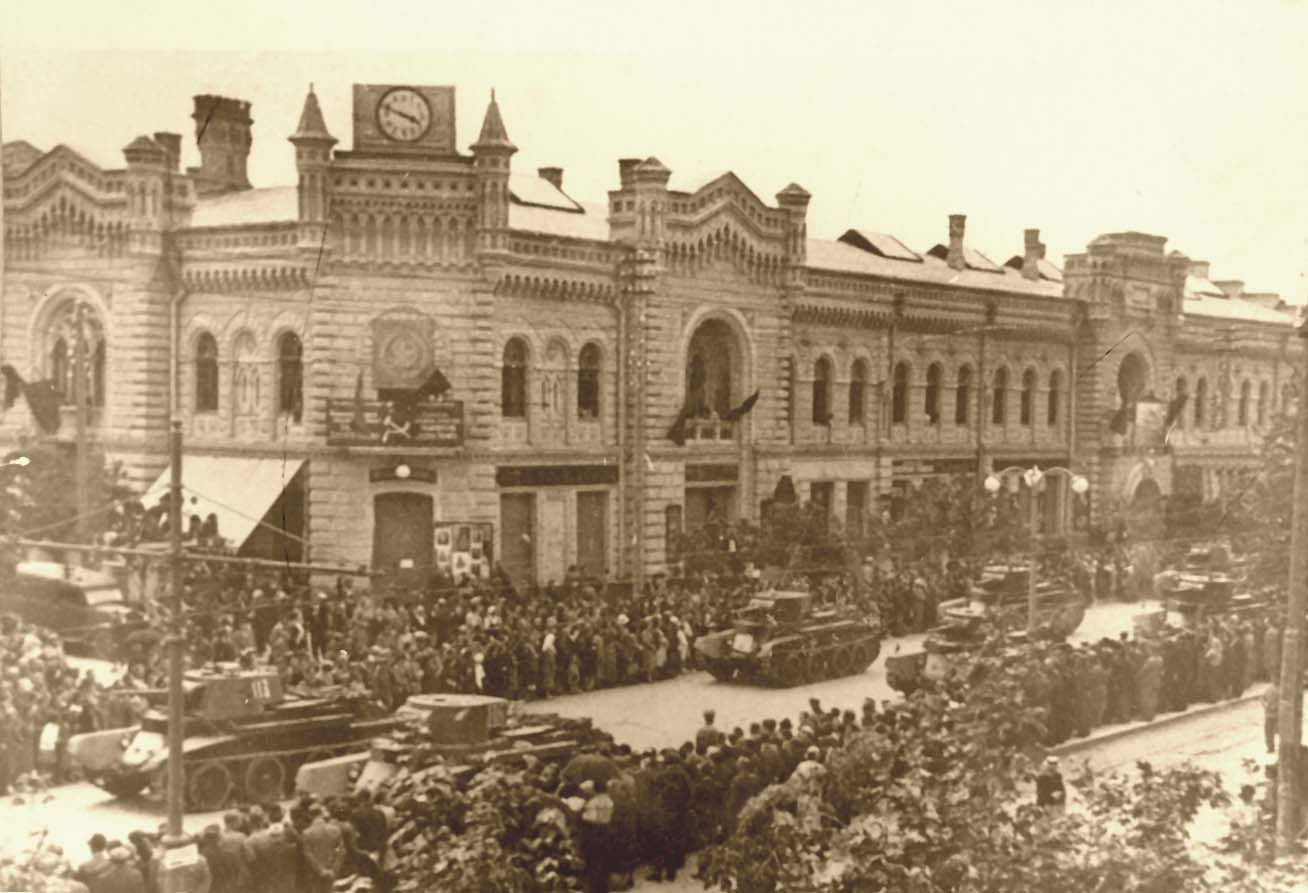
Tancurile sovietice defilînd în Chișinău, în urma ocupației din 28 iunie 1940.

Ocupația sovietică a Basarabiei și Bucovinei
Înțelegerea sovieto-germană a fost condamnată aproape în unanimitate în Europa și cu toate că la 25 august Anglia și Franța și-au reînnoit asigurările date Poloniei, acest fapt nu l-a împiedicat pe Hitler, care acum își asigurase de facto și concursul sovieticilor, să atace la 1 septembrie 1939 Polonia, declanșînd astfel al doilea Război Mondial. Hitler și Stalin au început să pună astfel în practică prevederile protocolului adițional secret, Uniunea Sovietică ocupînd și ea, la rîndul ei, aproximativ jumătate din teritoriul polonez, Țările Baltice, și în urma unui dificil război de iarnă cu Finlanda (care a atras după sine excluderea URSS din Liga Națiunilor, la 14 decembrie 1939), istmul Kareliei și Karelia Orientală. De notat este și faptul că în aceeași zi în care URSS a purces la deschiderea operațiunilor militare de „eliberare a Ucrainei și Belorusiei de Vest (de fapt ocuparea părții de est a Poloniei ), guvernul sovietic a înaintat o notă ambasadorului român de la Moscova, prin care își motiva acțiunile și informa totodată România despre faptul că URSS intenționează să adopte o poziție de neutralitate față de statul român”[167].
În România aceste evenimente au provocat mari îngrijorări, și nu fără temei. Aproape imediat după încheierea Războiului de Iarnă (sovieto-finlandez), Molotov, într-un raport din 29 martie 1940 declara că „printre țările meridionale vecine, pe care le-am citat, este una cu care noi nu avem un pact de neagresiune, România. Aceasta se explică prin existența unei chestiuni litigioase nerezolvate, aceea a Basarabiei, a cărei anexare de către România nu a fost niciodată recunoscută de Uniunea Sovietică, care însă nu a pus niciodată chestiunea înapoierii Basarabiei pe cale militară”[168]. Această declarație a președintelui Comisarilor Poporului a fost dublată de o serie de manevre militare la granița cu România a armatelor 5, 9 și 12 sovietice aflate sub comanda generalului Jukov precum și a activizării la ordinul Internaționalei a III-a a Partidului Comunist Român în vederea tensionării situației interne din Basarabia[169]. La 28 mai 1940 are loc întrunirea Consiliului de Coroană care hotărăște ca Rmânia să se pronunțe în favoarea unei mai strînse colaborări cu Germania. În acest sens Gheorghe Tătărescu, prim-ministrul României, îi comunică lui Fabricius, trimisul german la București temerile sale în legătură cu manevrele militare sovietice de la granița de est a țării[170]. La aceasta, ministrul german nu a răspuns direct, interesîndu-se în schimb dacă România ar fi de acord cu o revizuire a hotarelor sale la propunerea Uniunii Sovietice.
Înfrîngerea Franței în confruntarea cu Germania, la 22 iunie 1940, a lăsat România singură în fața hrăpăreților ei vecini. Chiar a doua zi, trimisul german la Mocova, Friedrich Werner von Schulenburg raporta superiorilor săi că Molotov îi atrăsese atenția asupra faptului că problema Basarabiei nu mai poate fi amînată și că o rezolvare în forță a acesteia nu era exlusă la Moscova, dacă Bucureștiul refuza o „soluționare pașnică”. În același timp, Molotov transmitea Berlinului că pretențiile sovieticilor nu se opresc doar la Basarabia, ci vizează și Bucovina „locuită de ucraineni”. Diplomatul german s-a arătat surprins de pretențiile sovieticilor asupra Bucovinei și i-a cerut lui Molotov să nu întreprindă vreo acțiune în acest sens pînă cînd guvernul sovietic nu-și va fi coordonat acțiunile cu cel german. Molotov s-a declarat de acord[171]. Afirmarea pretențiilor sovietice asupra acestor teritorii la 23 iunie 1940 trebuie pusă în strînsă legătură cu capitularea Franței ce avusese loc în ziua precedentă. Blitzkriegul năucitor al nemților în Polonia, dar mai ales în Vest se pare că l-a speriat pe Stalin care își dădea seama de faptul că următoarea țintă a naziștilor era Uniunea Sovietică, hotărînd astfel să-și consolideze pozițiile în sud-estul Europei în raport cu statul german prin anexarea Basarabiei și Bucovinei de Nord. La 25 iunie, Schulenberg i-a comunicat lui Molotov că dacă în privința Basarabiei pretențiile sovietice erau cunoscute germanilor, atunci cele care ridicau problema Bucovinei, fostă provincie a Imperiului Habsburgic, constituiau o noutate pentru Reich. În același context Ribbentrop îl informa pe Molotov, prin intermediul ambasadorului său de la Moscova, în legătură cu faptul că guvernul german era interesat de soarta etnicilor nemți din Basarabia și Bucovina și că dorea strămutarea lor pe teritoriul Germaniei. De asemenea, ministrul german a insistat ca problema sa fie soluționată pașnic, întrucît Germania, care avea mari interese în sectorul petrolier român, nu putea admite ca teritoriul României să devină teatru al operațiunilor militare. În acest sens, Schulenburg a menționat că Reichul este gata să intervină pe lîngă guvernul României pentru ca problema Basarabiei să fie soluționată pașnic[172]. La răspunsul german în ce privește chestiunea Bucovinei, Molotov nu a cedat inițial, argumentînd că din punct de vedere al componenței sale etnice, Bucovina era o parte naturală a Ucrainei, însă în cele din urmă la 26 august a declarat că guvernul sovietic a hotărît să-și limiteze cererea sa la partea de nord a Bucovinei în care să intre și Cernăuții, însă nu a fost de acord cu propunerea nemților de a restitui României tezaurul, invocînd faptul că aceasta exploatase vreme de mai bine de 20 de ani Basarabia. Totodată președintele Comisarilor Poporului a insistat ca guvernul german să facă presiuni asupra României pentru a o obliga să cedeze, amenințînd cu războiul în caz contrar[173].
Odată avînd asigurat consimțămîntul nemților în această privință, sovieticii nu au mai întîrziat să pună în aplicare și această prevedere a pactului pe care l-au încheiat cu nemții, și în aceeași zi, la ora 22:00, V. Molotov l-a convocat la el pe Gheorghe Davidescu și i-a înmînat ultimatumul sovietic adresat României prin care i se cerea „să înapoieze” Basarabia  și „să transmită” Uniunii Sovietice partea de nord a Bucovinei, menționîndu-se în același timp că un răspuns afirmativ era așteptat în ziua de 27 iunie și că acum „slăbiciunea militară a URSS e de domeniul trecutului” și că cedarea Bucovinei „ar putea prezenta, e drept că numai într-o măsură neînsemnată, un mijloc de despăgubire a acelei mari pierderi care a fost pricinuită U.R.S.S. și populației Basarabiei prin dominarea de 22 de ani a României în Basarabia”[174]. La încercările ambasadorului român de a-l convinge pe Molotov că, în virtutea principiului etnic, lingvistic și istoric Basarabia era pămînt românesc, acesta i-a replicat că Basarabia și Bucovina de Nord erau locuite de ucraineni. Pe o hartă la scara de 1 : 1.800.000, care era anexată la notă, comisarul sovietic a trasat cu un creion roșu noul hotar dintre URSS și Regatul Român. În urma acestei „reconfigurări” cinice a hotarului, România a pierdut și ținutul Herța, care nu era menționat în nota ultimativă, dar care apărea pe hartă de partea sovietică, fapt care ulterior avea să ducă la numeroase incidente armate de pe urma cărora au fost morți și răniți între grănicierii sovietici și cei români[175]. 
Trimisul român la Moscova nu a reușit să transmită ultimatumul la București decît la ora 6 dimineața a doua zi din cauza faptului că legătura telefonică fusese întreruptă[176], după toate aparențele, din inițiativa sovieticilor. Guvernul român a primit cu consternare vestea ultimatumului și a luat imediat măsuri, informînd pe nemți și italieni că România nu poate consimți la o cedare teritorială sub amenințarea cu forța și a cerut în același timp ajutorul aliaților săi din cadrul Înțelegerii Balcanice – Iugoslavia, Turcia și Grecia – în vederea descurajării unui atac bulgar sau maghiar asupra hotarelor sudic și respectiv vestic al României[177]. Tuspatru membri ai acestei înțelegeri aveau asigurări din partea Angliei, însă, în situația în care ea a refuzat să acorde ajutor României[178], guvernul român a primit un răspuns negativ și din partea aliaților săi, mai puțin a Turciei care s-a declarat gata să-și ofere sprijinul. Miniștrii Germaniei și Italiei la București l-au sfătuit pe regele Carol să accepte ultimatumul[179]. Cele două Consilii de Coroană întrunite în aceeași zi au demonstrat incapacitatea României de a face față pretențiilor sovietice, cu toate că regele s-a pronunțat pentru rezistență. La al doilea Consiliu, convocat la ora 21:00, care a hotărît soarta celor două provincii românești, doar șase din cei 26 de membri prezenți au votat pentru rezistență. Aceștia, care merită să fie menționați cei dinîti, au fost: Ștefan Ciobanu, Silviu Dragomir, Victor Iamandi, Nicolae Iorga, Traian Pop, Ernest Urdăreanu. Împotriva rezistenței s-au pronunțat Petre Andrei, Constantin Anghelescu, Constantin Argetoianu, Ernest Ballif, Aurelian Bentoiu, Mircea Cancicov, Ioan Christu, Mitiță Constantinescu, Mihail Ghelmegeanu, Ion Gigurtu, Constantin C. Giurescu, Nicolae Hortolomei, Ioan Ilcuș (Ministru de război), Ion Macovei, Gheorghe Mironescu, Radu Portocală, Mihai Ralea și Victor Slăvescu. V. Antonescu nu s-a pronunțat în privința acestei probleme, iar Tătărescu  și Florea Țenescu, șeful marelui Stat Major al Armatei, s-au declarat și ei împotriva rezistenței. Atfel, nota Carol, “...am ieșit din el (din Consiliu) amărît și dezgustat, toți acei cari făceau pe eroii pînă la prînz s-au dezumflat”[180]. Urmarea acestei decizii a fost că guvernul român a transmis celui sovietic, prin lui G. Davidescu, faptul că este „însuflețit de aceeași dorință ca și guvernul sovietic de a vedea rezolvate prin mijloace pacifice toate chestiunile care ar putea să producă neînțelegere între U.R.S.S. și România” și că „este gata să procedeze imediat și in spiritul cel mai larg la discuția amicală și de comun acord a tuturor propunerilor emanînd de la guvernul sovietic”, iar în acest scop guvernul român cere în aceeași notă celui sovietic să indice locul și data pentru a putea purcede la dicuțiile în acest sens.  
Sovieticii răspund cu o a doua doua notă ultimativă, din noaptea de 27 spre 28 iunie, în care declară că, deoarece în răspunsul guvernului roman „nu se spune direct că acceptă propunerile guvernului sovietic”[181], partea sovietică cere evacuarea Basarabiei în decurs de 4 zile, începînd cu data de 28 iunie, ora 14:00, ora Moscovei, menționînd totodată că trupele sovietice trebuiau să ocupe Chișinăul, Cernăuții și Cetatea Albă în decursul aceleiași zile. Fără să mai aștepte răspunsul guvernului român în care se specifica faptul că acesta „se vede nevoit să primească condițiile de evacuare specificate în răspunsul sovietic”, în noaptea dinspre 27 spre 28 iunie, armata sovietică, sub comanda generalului Jukov, începe ofensiva care a dus la ocuparea Basarabiei, a Bucovinei de Nord și a ținutului Herța. Pe 2 iulie noua graniță româno-sovietică a fost închisă definitiv. Astfel, la 28 iunie 1940, îndelungatele eforturi ale diplomației române și ale statului roman în general de a găsi, în contactele cu statul sovietic, o soluție pașnică și echitabilă a problemei Basarabiei au fost compromise de refuzul permanent și categoric al sovieticilor, refuz care a degenerat în ocuparea sovietică prin forță a acestor teritorii. Anume așa este tratat acest fenomen în istoriografia europeană[182], deci nu doar în cea română, pe cînd literatură istorică din Rusia de astăzi, la fel ca cea din fosta Uniune Sovietică[183], susține că în 1940 Basarabia a fost eliberată de armata sovietică[184]. 